# Escocia
Escocia (en inglés y escocés: Scotland; en gaélico escocés: Alba) es la más septentrional de las cuatro Naciones Constituyentes del Reino Unido. Junto con Inglaterra y Gales, forma parte de la isla de Gran Bretaña, abarcando un tercio de su superficie total; además consta de más de 790 islas, unas 40 habitadas. Limita al norte y oeste con el océano Atlántico; al este con el mar del Norte, al sur con Inglaterra y al suroeste con el canal del Norte y el mar de Irlanda.
El territorio escocés abarca una superficie total de 80 231 km², de los cuales 77 901 km² corresponden a tierra firme. Su población se estima en 5 490 100 habitantes a mediados de 2023, lo que representa una densidad de población de 70 habitantes por km².
La capital es Edimburgo. La ciudad más poblada es Glasgow, cuya área metropolitana concentra el 40 % del total de la población escocesa. La zona de Glasgow y Edimburgo en su conjunto se domina «el cinturón central» (The Central Belt en inglés).
Escocia toma su nombre de «Scotus», término latino que significa «irlandés», cuya forma plural es «Scoti», «irlandeses». Esto hace referencia a la migración gaélica de Irlanda, país que los romanos inicialmente llamaron «Scotia», la forma femenina de «Scotus». Los irlandeses que migraron a la actual Escocia eran conocidos como «Scoti». Los romanos de la Alta Edad Media utilizaban el nombre «Caledonia» para referirse a la actual Escocia.
La unión de hecho con Inglaterra había tenido lugar en 1603; pero el Reino de Escocia fue un estado independiente hasta 1707, fecha en la que se firmó el Acta de Unión con Inglaterra, para crear el Reino de Gran Bretaña. Esto no supuso alteración del sistema legal propio de Escocia, que desde entonces ha sido distinto del de Gales, Inglaterra e Irlanda del Norte, por lo que es considerada en el derecho internacional como una entidad jurídica distinta.
La pervivencia de unas leyes propias, y de un sistema educativo y religioso diferenciado forman la «trinidad sagrada» (o Holy Trinity en inglés) y representan una parte importante de la cultura escocesa y de su desarrollo a lo largo de los siglos.
Surgido en el siglo XIX, el independentismo escocés ha ganado influencia desde finales del siglo XX; representado por el Partido Nacional Escocés que aboga por la independencia de Escocia y obtuvo la mayoría absoluta en el Parlamento escocés en las elecciones de mayo de 2011. En 2014, el gobierno escocés y el gobierno conservador de David Cameron llegaron a un acuerdo para plantear un referéndum sobre la independencia escocesa que se celebró el 18 de septiembre de ese mismo año ganando la continuidad en el Reino Unido por 10,6 puntos (55,3 % de la población votó en contra de la independencia, 44,7 % a favor).

## Origen etimológico
La Crónica anglosajona del siglo X es el documento más antiguo en el que aparece el término Scotland, formado a partir del término latino Scoti, de origen dudoso, empleado como una referencia a los habitantes de Hibernia (la actual Irlanda). La palabra Scotia, aparecida en el latín vulgar, se empleó solo para referirse a la zona de Escocia en la que se hablaba gaélico; además, este término alternaba con Albania, procedente del vocablo gaélico para Escocia: Alba. El empleo de la palabra «Escocia» para referirse a todo el territorio escocés solo se generalizó en la Baja Edad Media.
En los tiempos modernos el término «Scot» se aplica a todos los habitantes de Escocia, independientemente de su origen étnico, ya que la identidad escocesa es primordialmente cívica[cita requerida] y no étnica o lingüística. El término scots también se emplea para referirse al idioma escocés, hablado en algunas zonas de las Tierras Bajas escocesas y la costa este hasta las islas de Shetland y Orkney.

## Símbolos nacionales

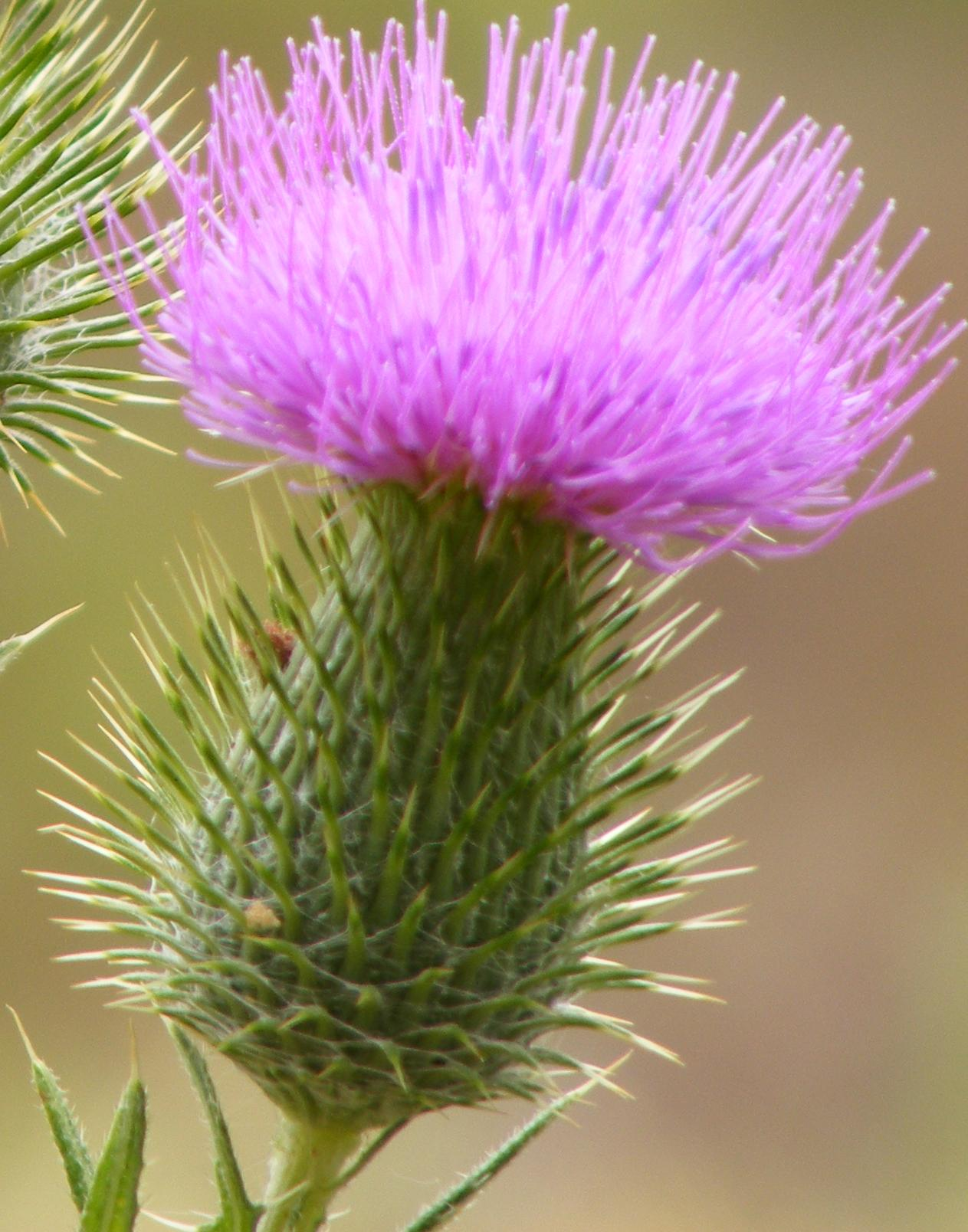
El cardo es la flor nacional de Escocia, aparece en el escudo e igualmente la orden del cardo lleva esta flor.

La bandera de Escocia o The Saltire consta de un aspa o Cruz de San Andrés blanca sobre fondo azul, emblema que también entró a formar parte de la bandera del Reino Unido o Union Jack en 1606. Hay muchos otros símbolos de Escocia, oficiales o no, tales como el cardo (la flor nacional), la Declaración de Arbroath, el dibujo del tartán, relacionado con los clanes escoceses, o la bandera del "León Rampante" que aparece en el Estandarte Real de Escocia. El lema nacional es Nemo me impune lacessit, que puede traducirse como "Nadie me ofende impunemente", y que a su vez se relaciona con el cardo.
La canción Flower of Scotland es popularmente considerada como himno nacional de Escocia, compitiendo con Scotland the Brave. La primera es la que se emplea en la mayoría de acontecimientos políticos y deportivos, como, por ejemplo, en los encuentros de la selección de fútbol de Escocia, mientras que la segunda se usa para representar a Escocia en los Juegos de la Mancomunidad. Dado que no existe un himno oficial, la disputa continúa abierta, especialmente tras la Descentralización de poderes de 1998, y existen otras canciones candidatas, como Scots Wha Hae (que muchos consideran el himno oficial), A Man's A Man for a'That (escrito por el poeta nacional Robert Bruns en 1785) o, más recientemente, I'm Gonna Be (500 Miles).
La fiesta nacional de Escocia es el "Día de San Andrés", el 30 de noviembre, aunque la Burns Night o Noche de Burns, celebrada el 25 de enero en honor al poeta nacional, Robert Burns, tiene un mayor seguimiento. El "Día del Tartán" es otra celebración de invención reciente, y originaria de Canadá y en Escocia casi no se observan. En 2007, el Parlamento de Escocia aprobó el decreto oficial por el que el Día de San Andrés (St Andrew's Day en inglés) pasaba a ser bank holiday, día de fiesta oficial.

## Historia

### Prehistoria

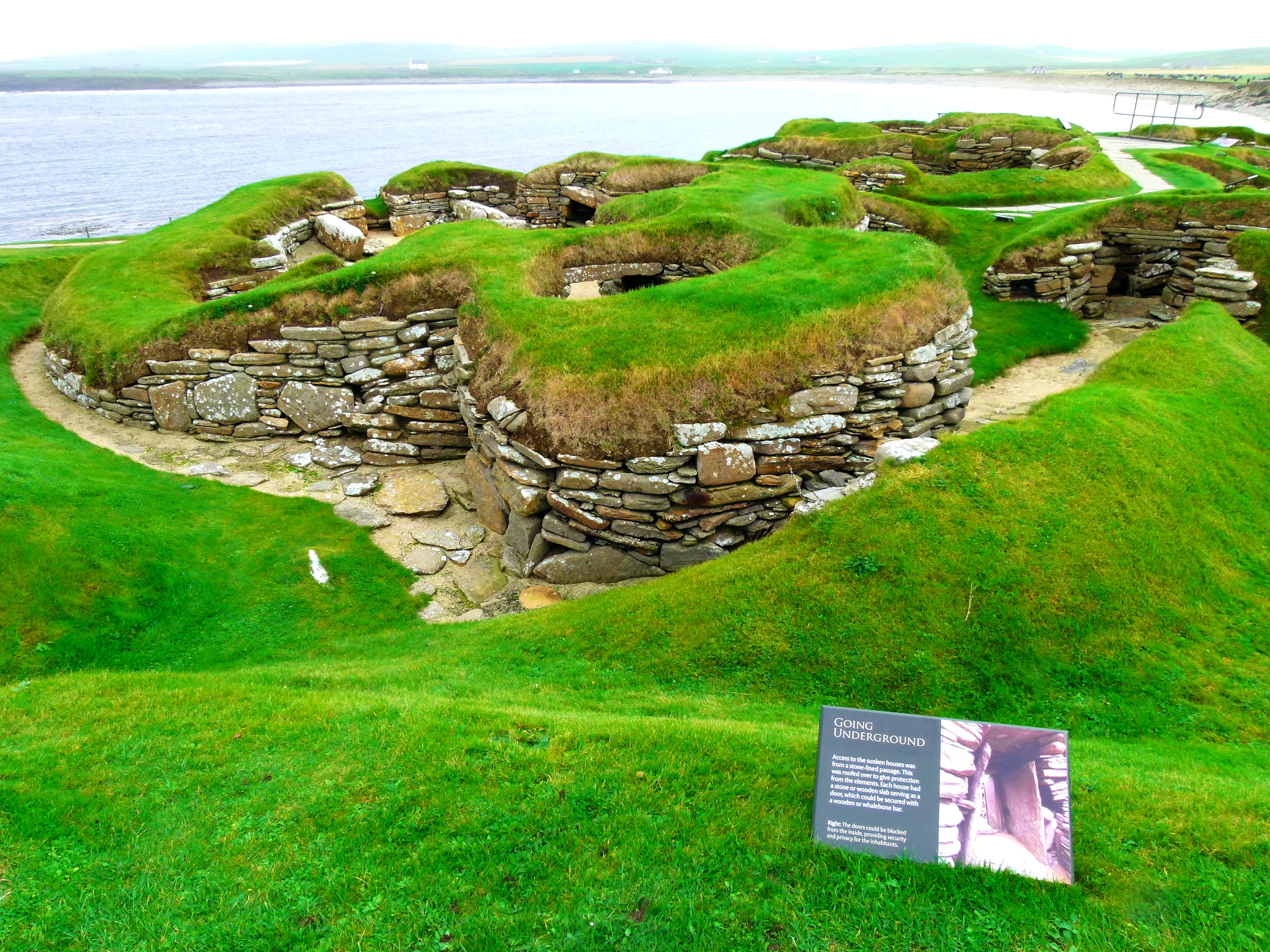
Restos del asentamiento neolítico de Skara Brae, en las islas Orcadas.

Se ignora si Escocia estuvo habitada durante el Paleolítico, ya que las sucesivas glaciaciones que cubrieron su actual territorio podrían haber destruido todas las evidencias de asentamientos humanos anteriores al periodo Mesolítico. Se cree que los primeros grupos de cazadores-recolectores llegaron hace unos 11 000 años, cuando los hielos de la primera glaciación comenzaron a retirarse hacia el norte. Los primeros asentamientos aparecieron en el territorio escocés hace aproximadamente 9500 años, y los primeros pueblos hace unos 6000. De este periodo data por ejemplo el asentamiento de Skara Brae y Maes Howe, en las islas Orcadas, que se encuentra en muy buen estado de conservación, así como otros restos de viviendas, enterramientos y centros rituales del Neolítico encontrados sobre todo en las islas escocesas. Esta abundancia de construcciones que han sobrevivido al paso del tiempo puede deberse a la ausencia de árboles en la zona, que permitió a los pobladores primitivos crear construcciones en la propia roca local.

### Romanización de Escocia

Localización de los muros de Adriano y Antonino.

La historia escrita de Escocia comienza con la romanización del centro-sur de Gran Bretaña, ya que las actuales Gales e Inglaterra, que formaban la provincia de Britannia. Los romanos llamaron inicialmente Caledonia ("Tierra de Caledonios") a Escocia, por el inmenso bosque de pinos caledonios que se extendía de norte a sur y de este a oeste por todo el país. El principal pueblo asentado en aquella época en la región escocesa era el de los pictos, así llamados, aparentemente, por su costumbre de pintarse el cuerpo. Los escotos, por su parte, eran un pueblo de origen irlandés, también conocido como dalriadas, que se estableció en el occidente escocés. Durante este periodo existían por lo tanto dos reinos diferenciados: el del oeste de Escocia, Scotia, y el reino picto del este, Alba.
La romanización de Escocia fue un largo proceso con multitud de interrupciones: en el año 83, el general Cneo Julio Agrícola derrotó a los caledonios en la batalla del Monte Graupio, lo que permitió la construcción de una cadena de fortificaciones conocida como Gask Ridge, cerca de la falla de las Highlands, adentrándose más al norte, como lo testimonia el fuerte romano de Cawdor; poco después, sin embargo, los romanos se retiraron a los Southern Uplands («Mesetas del Sur»), es decir, al tercio más meridional de Escocia, y comenzaron la construcción del Muro de Adriano para controlar a las tribus de la zona.
Esta línea marcó durante casi todo el periodo de ocupación romana el límite septentrional del Imperio romano, pese a la construcción, más al norte aún, del Muro de Antonino. Esta frontera solo pudo ser defendida durante breves períodos, de los cuales el más tardío tuvo lugar entre los años 208 y 210, durante el mandato del emperador Septimio Severo. Con posterioridad se creó en el territorio la provincia romana de Valentia. En total, la ocupación de estas zonas de Escocia por parte de los romanos se extendió durante no más de cuarenta años, aunque la influencia latina en la parte más meridional, sobre todo entre las tribus de origen britano, fue más duradera.

### Historia medieval

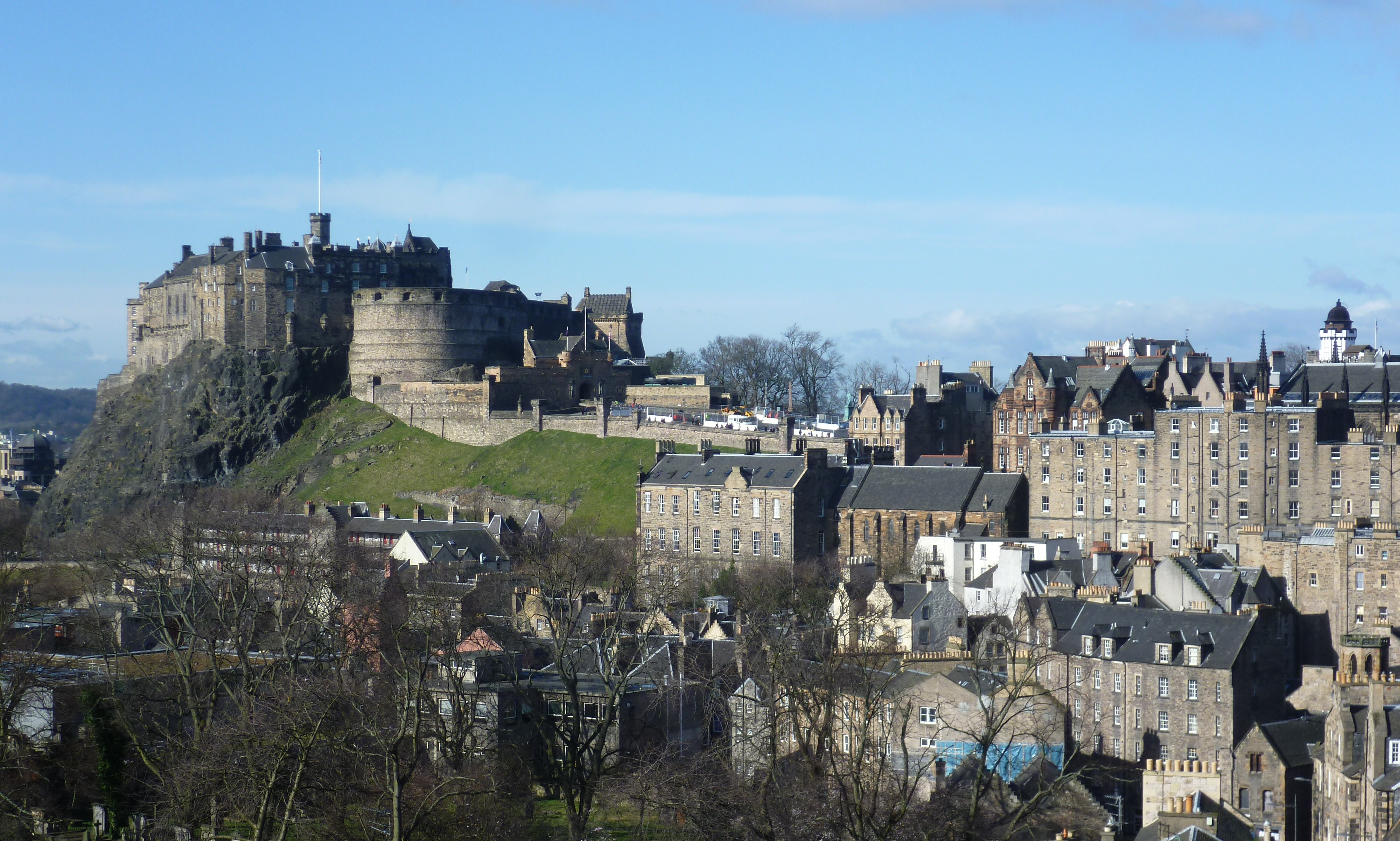
Castillo de Edimburgo.

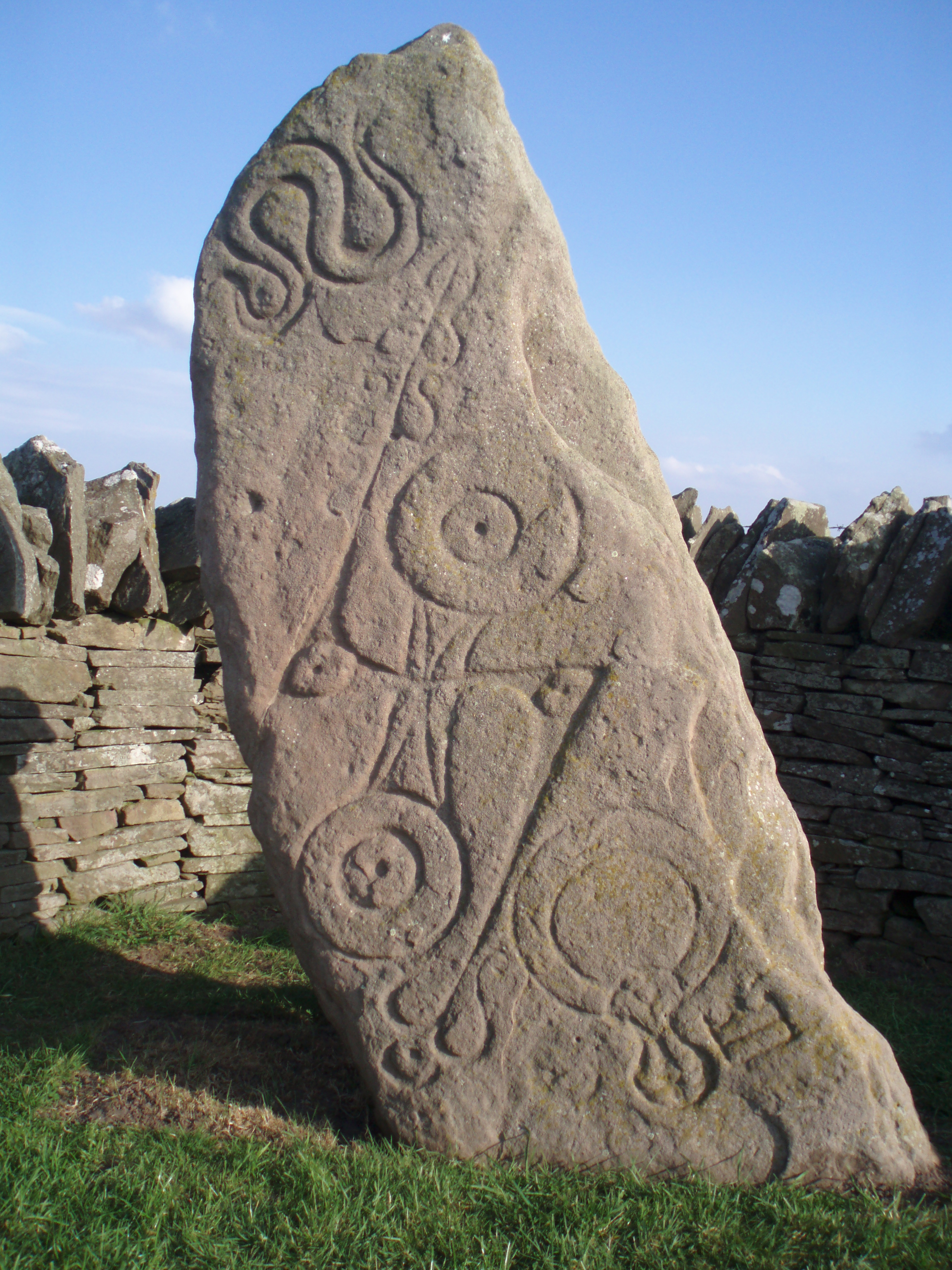
La serpiente de piedra.

El reino de los pictos, con sede en Fortriu hacia el siglo VI, experimentó un importante desarrollo durante la Edad Media, quizás como respuesta al propio imperialismo romano. Un hito importante en esta lucha por la supervivencia y la ampliación fue la batalla de Dunnichen (685), en la que los pictos derrotaron a las tribus de Northumbria durante el reinado de Bridei III (671-693). El reinado de Oengus I (732-761) fue igualmente un periodo de consolidación para el reino picto.
El reino de los pictos ocupaba en esta época, según la descripción de Beda el Venerable, una extensión similar a la que después ocuparía el reino de los escotos durante el reinado de Alejandro I (1107-1124). Sin embargo, ya en el siglo X, el reino picto fue dominado por una cultura de origen gaélico, estableciendo el mito de la ascendencia irlandesa de la dinastía real de Cináed mac Ailpín (Kenneth MacAlpin o Kenneth I). En los siglos siguientes, partiendo desde su territorio original en el este de Escocia, al norte del fiordo de Forth y al sur del río Oykel, el reino picto logró controlar las tierras del norte y del sur.
Hacia finales del siglo XII, los reyes de Alba habían añadido a su territorio el área angloparlante del sureste de Escocia y dominaban también las zonas de Galloway y Caithness; al final del siglo XIII, este reino se había extendido hasta alcanzar la extensión aproximada de la Escocia actual.

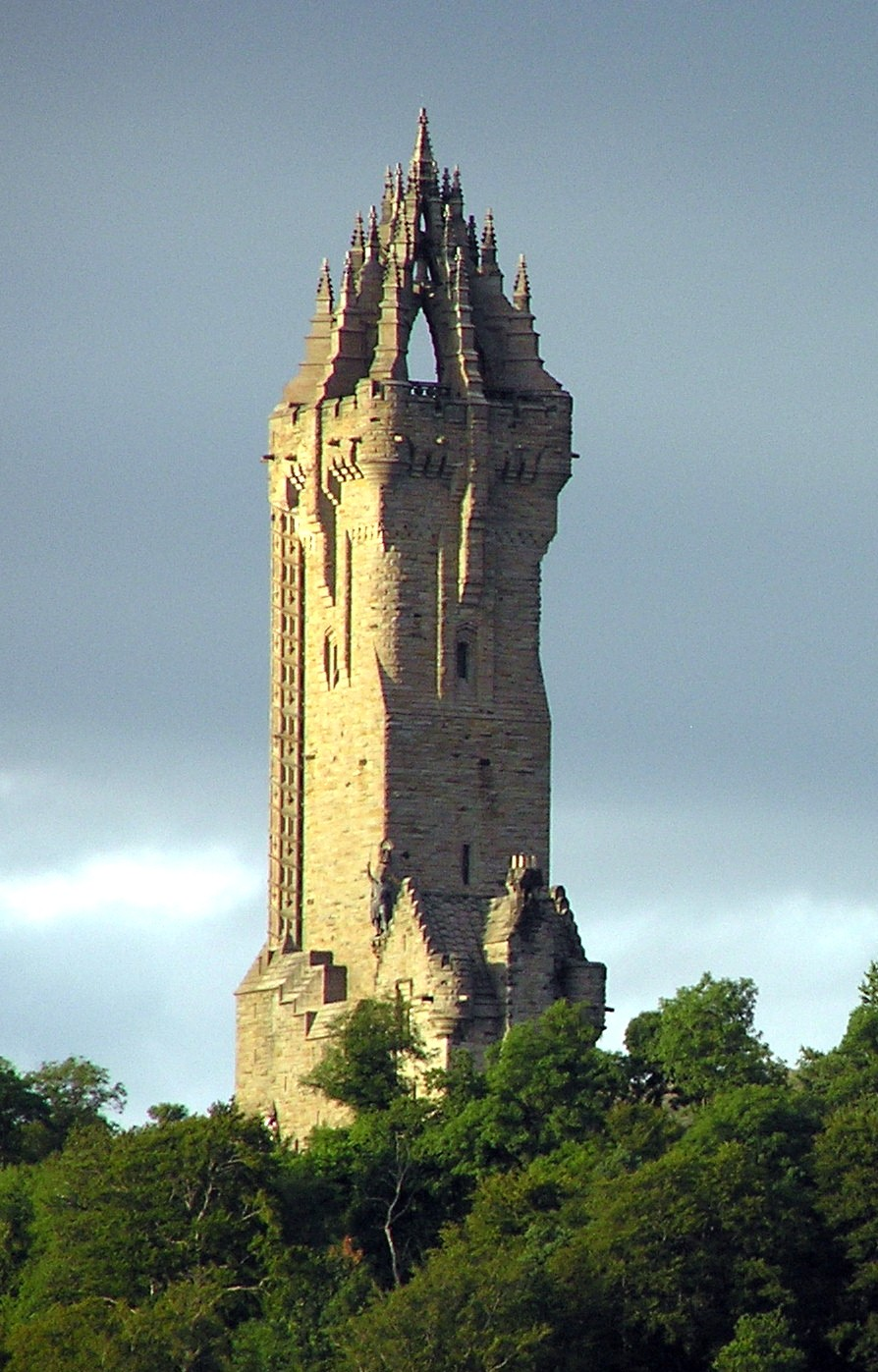
Monumento a William Wallace.

Sin embargo, ciertos procesos culturales y económicos iniciados en el siglo XII iban a hacer que durante la Baja Edad Media Escocia adquiriera rasgos bien diferentes. El principal impulso a esta transformación se produjo durante el reinado de David I de Escocia, que inició lo que se conoce como la Revolución davidiana. Esta es la época en la que se introduce el feudalismo en Escocia, se reorganizan las formas de gobierno y se fundan las primeras ciudades y pueblos con fueros propios (los llamados burghs). Estas instituciones, así como la inmigración de caballeros y clérigos franceses y anglo-franceses, facilitaron un proceso de "ósmosis cultural", durante el cual los territorios meridionales y costeros del reino de Alba se convirtieron en angloparlantes, como ya lo eran muchas de las tierras recién conquistadas en el sur; el resto del reino, en cambio, siguió conservando la lengua gaélica.
La muerte de Alejandro III en 1286, seguida por la de su nieta Margarita I, rompió la línea sucesoria de la dinastía reinante. Esto llevó a la intervención de Eduardo I de Inglaterra, conocido en la historia popular como El Martillo de los Escoceses, quien puso en el trono a su protegido Juan de Balliol. Cuando su relación se deterioró, se produjo un intento de conquista por parte de Inglaterra, que fue rechazado por William Wallace —el personaje popularizado en las películas de Hollywood como Braveheart— en la guerras de Independencia de Escocia. Por su parte, Robert the Bruce, conde de Carrick, se proclamó Rey de Escocia con el nombre de Roberto I de Escocia.
La guerra con Inglaterra duró varias décadas y los escoceses suelen recordar sus tres victorias en las batallas de la puente de Sterling 1297, en Lauden Hill 1307, y sobre todo en Banokburn en 1314. La guerra civil entre los partidarios de la dinastía de Robert the Bruce, quien aseguraba ser descendiente de David I, y los partidarios de los Balliol, apoyados por Inglaterra, duró hasta mediados del siglo XIV. Pese a que la dinastía Bruce fue la vencedora, la ausencia de descendientes de su hijo David II permitió a su sobrino, Roberto II, ascender al trono y situar en él a la dinastía Estuardo. Los Estuardo gobernaron Escocia durante el resto de la Edad Media, un periodo de prosperidad que va desde el final del siglo XIV hasta la Reforma Protestante, pasando por el Renacimiento. Pese a ello, las luchas con Inglaterra continuaron, así como la división interna entre las Tierras Altas o Highlands y las Tierras Bajas o Lowlands.

### Historia moderna

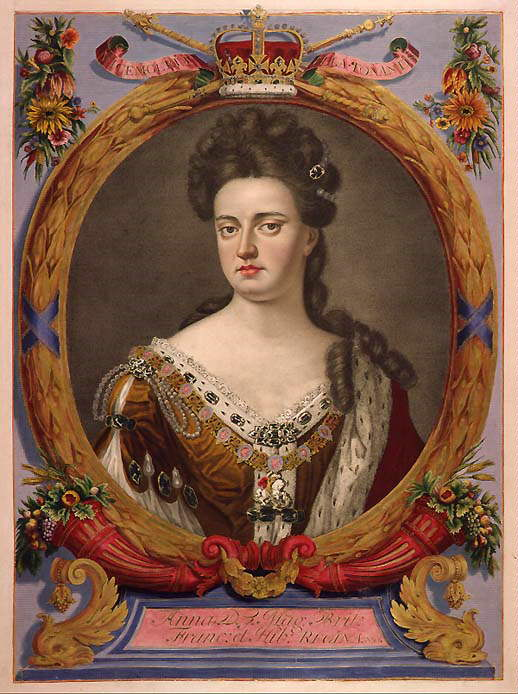
Retrato de la Reina Ana de Inglaterra, que se convertiría en Ana de Gran Bretaña tras la firma del Acta de Unión.

La Edad Moderna se abrió en la historia escocesa con el Rough Wooing o "cortejo violento" (1544-1551), una serie de ofensivas militares intermitentes mediante las cuales Inglaterra pretendía forzar un casamiento entre María I Estuardo y Eduardo VI de Inglaterra, objetivo que finalmente no logró. Además, el siglo XVI es el siglo de la Reforma Protestante que fue más radical en Escocia que en Inglaterra. En Escocia fue encabezada por figuras como John Knox y apoyada desde Inglaterra.
En 1603, Jacobo VI de Escocia y I de Inglaterra heredó el trono de Inglaterra y se convirtió en Jaime I de Inglaterra. Sin embargo, con la excepción de un breve periodo conocido como "Protectorado", Escocia continuó siendo un estado independiente, aunque sacudido por constantes enfrentamientos entre la corona y los Convenanters, sobre la forma de gobierno de la Iglesia. Tras la Revolución Gloriosa y el derrocamiento del católico Jaime VII de Escocia por Guillermo III de Inglaterra y su esposa María II (1688), Escocia amenazó con elegir a un rey protestante distinto al de Inglaterra. En 1707, sin embargo, tras las amenazas inglesas de cerrar el comercio con Escocia, se firmó el Acta de Unión, que certificaba la creación del Reino de Gran Bretaña.
Pese a esta unificación de los dos reinos, los defensores de la Casa de Estuardo, conocidos como jacobitas, seguían teniendo influencia en las Tierras Altas y en la zona noreste del país, especialmente entre los no presbiterianos. Sin embargo, los levantamientos jacobitas producidos en 1715 y 1745 no lograron apartar del trono británico a la casa de Hannover. Dichos levantamientos sirvieron además como excusa para el desplazamiento masivo de los habitantes de las Tierras Altas o Highlands, en lo que se conoce como Highland Clearances.

### Ilustración escocesa

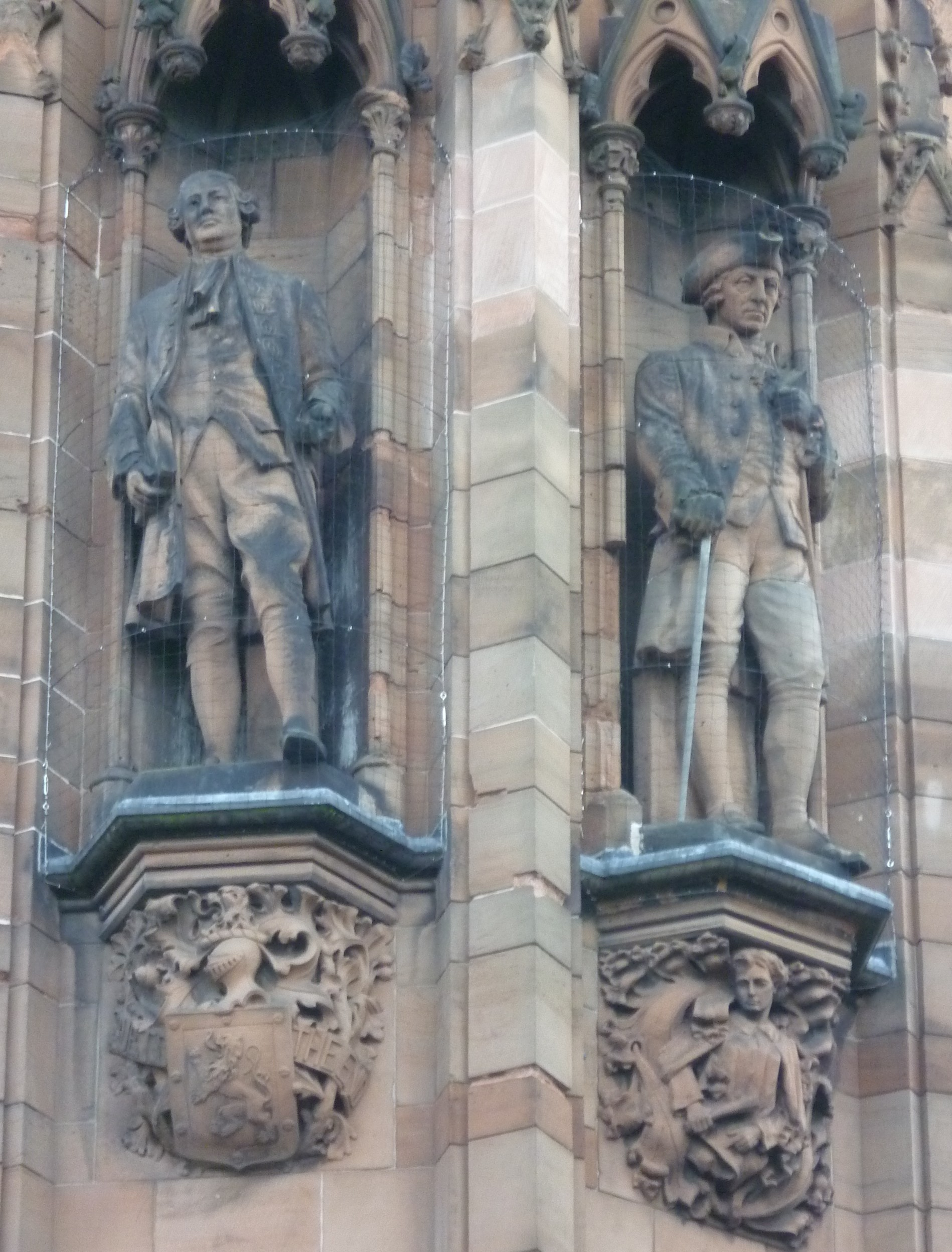
David Hume y Adam Smith en la Galería Nacional de Escocia.

La Ilustración o Escuela escocesa fue un movimiento cultural del siglo XVIII caracterizado por la destacada producción intelectual, científica, y cultural desarrollada en Escocia, sobre todo a partir de la segunda mitad del siglo. Usualmente vista como una Edad de Oro en la historia de Escocia, este movimiento significó la eclosión cultural de los escoceses, internacionalizándose y convirtiendo a Escocia en uno de los principales focos culturales de Europa.
Entre los productos más destacados de este movimiento se encuentran los logros en filosofía, economía, geología, ingeniería y sociología. Algunas de las principales figuras de la Ilustración escocesa fueron los filósofos David Hume, Francis Hutcheson y Thomas Reid, el economista y filósofo Adam Smith, el antropólogo Lord Kames, Adam Ferguson, John Playfair, el químico Joseph Black, el geólogo James Hutton, el ingeniero James Watt y el lingüista Lord Monboddo.

### Revolución industrial
Tras la Ilustración y la Revolución industrial, Escocia se transformó en uno de los centros comerciales, intelectuales y culturales de Europa. Glasgow y Edimburgo, sobre todo, se desarrollaron rápidamente a finales del siglo XVIII y durante el siglo XIX, con el paréntesis trágico de una gran hambruna (1846-1857) consecuencia de la misma plaga de tizón tardío (phytophthora infestans) que provocó la gran hambruna irlandesa (1845-1849). Este suceso, que afectó sobre todo a las tierras altas, provocó una gran emigración, pese a lo cual surgió una industria pesada en las riberas del río Clyde de construcción de navíos que transformó a Glasgow en la "Segunda ciudad del Imperio Británico" después de Londres.
La situación empeoró tras la Primera Guerra Mundial, en la que murieron un gran número de escoceses, provenientes sobre todo de las Tierras Altas, pero en especial después de la Segunda Guerra Mundial, tras la cual la situación económica de Escocia empeoró muy rápidamente con la desaparición de un gran número de industrias que ya no eran competitivas en el mercado internacional. Solo en las últimas décadas del siglo XX logró el país apuntar una recuperación económica y cultural, gracias al surgimiento de nuevos servicios financieros y del sector electrónico (en lo que se conoce como Silicon Glen), así como a los beneficios del petróleo y gas del mar del Norte.

### Movimiento independentista
El 1 de marzo de 1979 se celebró el referéndum escocés de 1979, que fue la primera consulta popular para la reinstauración del Parlamento escocés (cámara legislativa propia), tras su integración en la británica en 1707. La respuesta afirmativa (51,6% a favor, 48,4% en contra) no obtuvo la mayoría cualificada necesitada para validar dicha propuesta de la Ley de Escocia de 1978.
El 11 de septiembre de 1997 se realizó el referéndum escocés de 1997 para consultar a la ciudadanía escocesa sobre lo que se conoció como la "devolución" del Parlamento. El resultado fue afirmativo y al año siguiente se promulgaría la Ley de Escocia de 1998, por la que el Gobierno del Reino Unido concedía mayores niveles de soberanía a Escocia, restablecía el Parlamento escocés, les permitía tener gobierno propio y devolvía a Edimburgo, simbólicamente, la Piedra de Scone. No obstante, todavía se mantenía como nación constituyente y región administrativa del Reino Unido de Gran Bretaña e Irlanda del Norte.
El 18 de septiembre de 2014 se celebró otro referéndum, para decidir si Escocia debería ser un país independiente del Reino Unido. Tras un acuerdo entre el Parlamento escocés y el Parlamento del Reino Unido, la pregunta formal de este referéndum fue: ¿Debe Escocia ser un país independiente? Sí o No. El resultado de la consulta obtuvo un 55,3 % de los votos para el "No". Pocos días antes de producirse el referéndum, algunas encuestas indicaban una pequeña ventaja para el "Sí".
Sin embargo, los resultados del referéndum celebrado el 23 de junio de 2016 sobre la permanencia o no del Reino Unido en la UE han vuelto a plantear la opción de un nuevo plebiscito sobre la independencia de Escocia debido a que, a diferencia de Inglaterra y Gales, el voto mayoritario en esta región fue favorable a la permanencia dentro de la Unión Europea.

## Gobierno y política

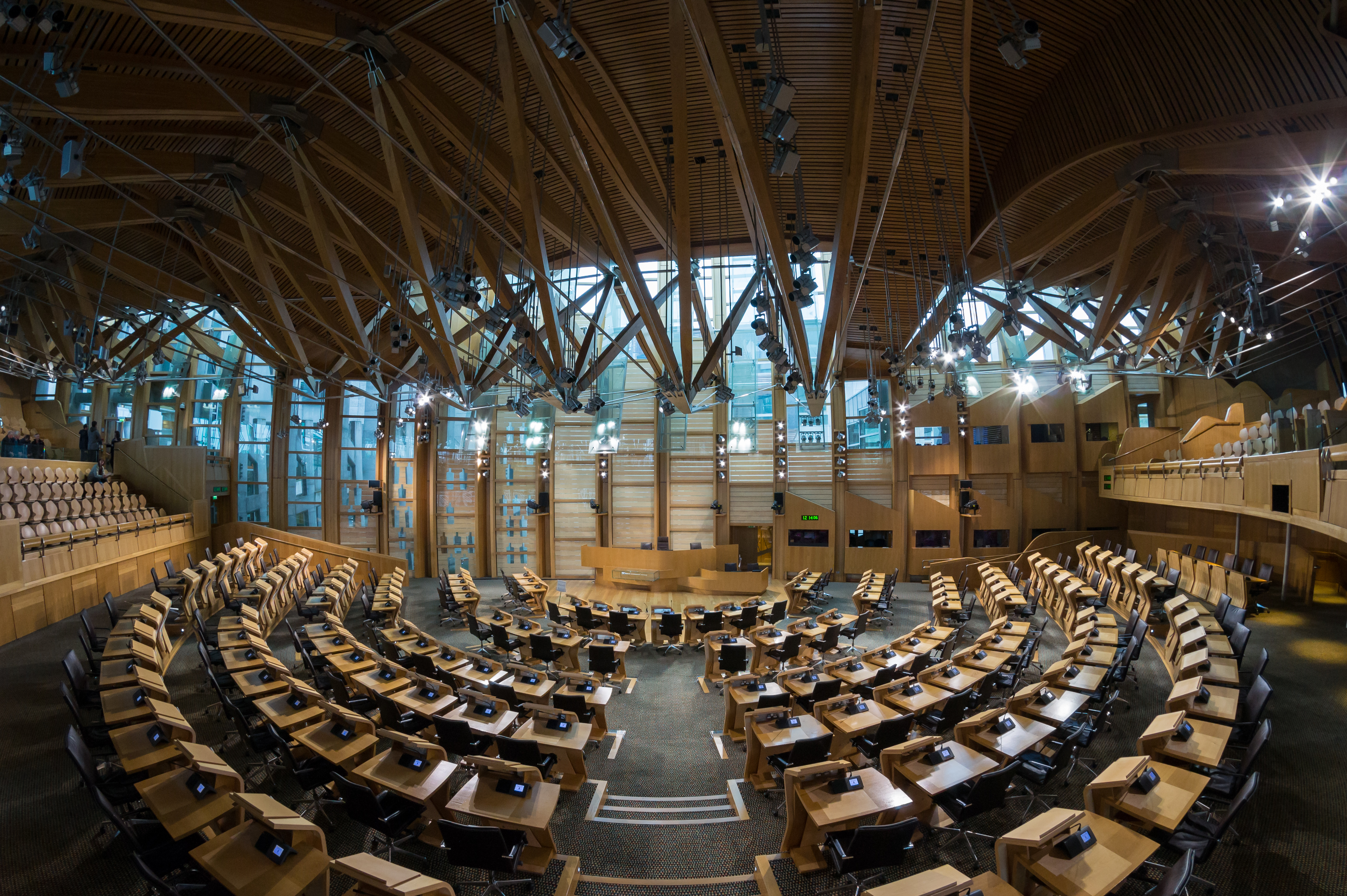
Edificio del Parlamento de Escocia, diseñado por el arquitecto español Enric Miralles.

Dado que Escocia es uno de los países constituyentes del Reino Unido, el jefe de Estado escocés es el monarca británico, es decir, el rey Carlos III del Reino Unido desde 2022. En Escocia, el rey utiliza el título de King Charles («Rey Carlos») en vez del de «Carlos III».
Constitucionalmente, el Reino Unido es un Estado unitario con un Parlamento y un Gobierno soberanos. Tras la descentralización de poderes aprobada en referéndum en 1997, Escocia goza de un autogobierno limitado: el Parlamento Británico sigue conservando la capacidad de reformar, cambiar, ampliar o abolir el sistema de gobierno escocés a voluntad, por lo que puede considerarse que el Parlamento escocés no es realmente soberano.
El poder ejecutivo del Reino Unido recae en lo que jurídicamente se denomina King-in-Council ("El rey y sus consejeros"), mientras que el poder legislativo lo ostenta el King-in Parliament ("El rey y el Parlamento"). En la práctica política, el poder ejecutivo lo ostenta el Gobierno del Reino Unido, con el primer ministro a la cabeza, y el legislativo, el Parlamento del Reino Unido. Bajo el régimen de la descentralización de poderes, ciertas áreas del legislativo y el ejecutivo han sido transferidas al Gobierno de Escocia y al Parlamento de Escocia, en Holyrood (Edimburgo). El Parlamento del Reino Unido, por su parte, mantiene su poder sobre los impuestos, seguridad social, ejército, relaciones internacionales, medios de comunicación y otras áreas explícitamente indicadas en la Scotland Act de 1998 como «materias reservadas».
El Parlamento escocés tiene autoridad legislativa para todas aquellas áreas relacionadas con Escocia, incluso para variar levemente los impuestos, aunque nunca ha ejercido dicho poder. También puede remitir asuntos relacionados con las competencias devueltas al Parlamento británico, para ser consideradas en el conjunto de la legislación del Reino Unido. En determinados asuntos, la legislación escocesa ha optado por soluciones distintas a las adoptadas en el conjunto del estado: por ejemplo, la educación universitaria y los cuidados para ancianos son gratuitos para los residentes de Escocia y comunitarios europeos, mientras que en el resto de Reino Unido se deben pagar unas tasas por los mismos servicios. Escocia fue también el primer país del Reino Unido en prohibir el tabaco en espacios públicos.
El Parlamento escocés es unicameral, y está compuesto por 129 miembros, 73 de los cuales representan a un distrito electoral o constituency, y son elegidos por el sistema de escrutinio uninominal mayoritario. Los restantes 56 miembros son elegidos en solo ocho distritos electorales, mediante el sistema de representación proporcional. Los cargos electos tienen una duración de cuatro años. Tras la elección del Parlamento, este propone a uno de sus miembros para ser nombrado ministro principal de Escocia (First Minister of Scotland o Prìomh Mhinistear na h-Alba) por el rey. El primer ministro principal del nuevo parlamento nombrado en 1999 fue Donald Dewar. El resto de los ministros también son propuestos por el Parlamento y aprobados por el rey, y forman, junto con el ministro principal de Escocia, el Gobierno de Escocia, es decir, el poder ejecutivo escocés.
En las elecciones al Parlamento escocés de 2011, el Partido Nacional Escocés (Scottish National Party o SNP) obtuvo la mayoría absoluta, a diferencia de las elecciones de 2007 donde el SNP obtuvo la mayoría simple liderando en un Gobierno en minoría. El líder del Partido Nacional Escocés, Alex Salmond, fue elegido nuevamente como ministro principal de Escocia, conservando el cargo luego de obtenerlo en las elecciones de 2007. En 2014 Salmond fue sustituido por Nicola Sturgeon. En las elecciones al Parlamento escocés de 2016, el Partido Nacional Escocés (Scottish National Party o SNP) perdió la mayoría absoluta, aunque logró liderar un Gobierno en minoría. La líder del Partido Nacional Escocés, Nicola Sturgeon, fue elegida de nuevo ministra principal de Escocia.
El partido más grande desde las elecciones al Parlamento escocés de 2021 ha sido el Partido Nacional Escocés (SNP), que ganó 64 de los 129 escaños. Los conservadores escoceses, laboristas escoceses, demócratas liberales escoceses y verdes escoceses también tienen representación en el Parlamento actual. Las próximas elecciones al Parlamento escocés se celebrarán el 7 de mayo de 2026.
El Gobierno escocés está dirigido por el primer ministro, que es nominado por los miembros del Parlamento escocés y suele ser el líder del partido mayoritario en el Parlamento. Los demás ministros son designados por el primer ministro. Como jefe del Gobierno escocés, el primer ministro es responsable del desarrollo, la implementación y la presentación integral de la política gubernamental, y es responsable de promover los intereses del país en el país y a nivel internacional. John Swinney, líder del Partido Nacional Escocés (SNP), se ha desempeñado como primer ministro desde el 8 de mayo de 2024.
Escocia tiene además representación en la Cámara de los Comunes del Reino Unido, con 59 representantes elegidos en función de los distritos electorales escoceses. La Scotland Office u "Oficina de Escocia", dirigida por el secretario de Estado de Escocia, es el departamento del Gobierno Británico dedicado a tratar los asuntos relacionados con Escocia. Desde mayo de 2010, el cargo de secretario de Estado para Escocia lo ocupa Michael Moore.

### Divisiones administrativas

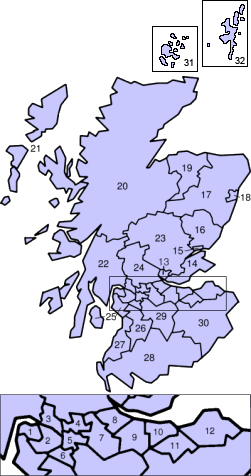
Mapa de Escocia con la división en 32 concejos.

Las divisiones históricas de Escocia son muy variadas, e incluyen los condados, ducados, burghs (ciudades independientes con representación en el Parlamento de Escocia) y parroquias. En 1975 se puso en funcionamiento una división en regiones y distritos que sin embargo fue abolida en 1996. Desde entonces, a efectos administrativos Escocia está dividida en 32 concejos (en inglés: Council areas), administrados por una autoridad unitaria responsable de todos los servicios locales. Los concejos comunitarios (en inglés: Community councils), por su parte, son organizaciones informales que representan a determinadas subdivisiones dentro del concejo.
Existen otras subdivisiones distintas de Escocia para distintos fines. Así, hasta el 1 de abril de 2013, los sistemas de bomberos y de policía todavía se basaban en la división en regiones introducida en 1975. Para el sistema sanitario, para los distritos postales así como para otras organizaciones gubernamentales y no gubernamentales, se mantienen subdivisiones geográficas diversas de larga tradición.
El estatus de ciudad en el Reino Unido viene determinado por una patente real. Hay ocho ciudades en Escocia: Aberdeen, Dundee, Edimburgo, Glasgow, Inverness, Stirling, Dunfermline y Perth.

## Derecho

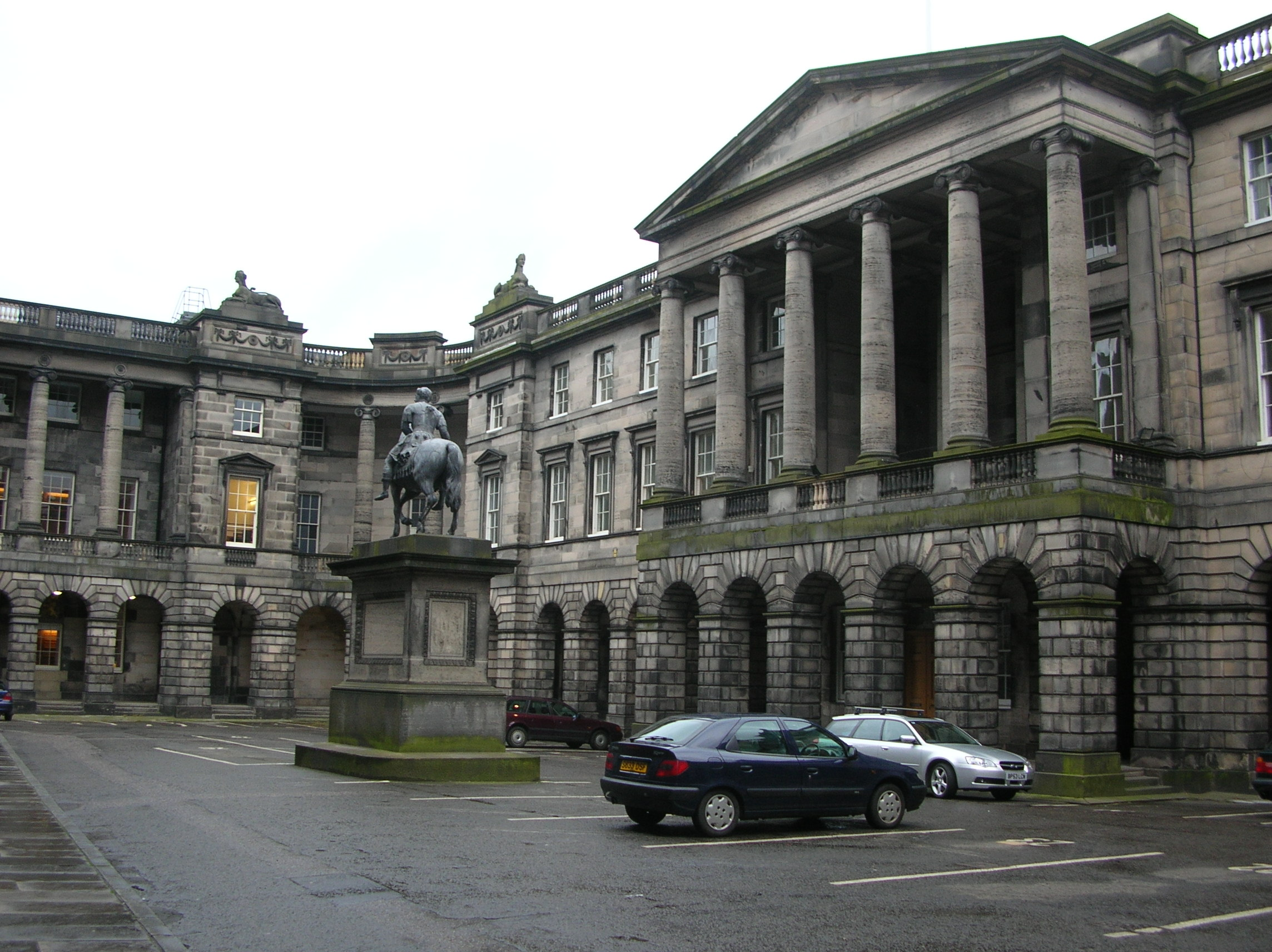
El antiguo Parlamento de Escocia, que alberga el Tribunal Supremo de Escocia.

Las leyes escocesas se basan en el Derecho romano, combinando elementos tanto del Derecho civil, que puede rastrearse hasta el Corpus Iuris Civilis latino, y del Derecho anglosajón, con origen en la Edad Media. El tratado de unión con Inglaterra de 1707 garantizaba la continuidad de dos sistemas legales distintos en Escocia, y en Inglaterra y Gales.
Antes de 1611, existía una gran diversidad de leyes regionales en Escocia, entre las que destacaba la "Ley Udal", vigente en las Órcadas y en las islas Shetland, y que se derivaba del antiguo sistema legal noruego. Otros sistemas legales se derivaban, en cambio, de las leyes celtas o de las leyes de Brehon, y permanecieron vigentes hasta el siglo XIX. El Derecho escocés tiene, por otra parte, una peculiaridad que lo hace único, al incluir un tercer veredicto posible además de "inocente" o "culpable": el de "no probado".
La ley escocesa establece tres tipos de tribunales responsables de administrar justicia: tribunales civiles, criminales y heráldicos. El máximo ámbito de administración de justicia civil es el Court of Session, aunque pueden realizarse apelaciones civiles a la Cámara de los Lores del Reino Unido. El High Court of Justiciary, por su parte, es el máximo tribunal penal. Ambos se encuentran situados en la Parliament House, antigua ubicación del Parlamento de Escocia. La principal instancia civil y penal sin embargo son los sheriff courts: hay 49 sheriff courts activos en Escocia. Los Tribunales de Distrito fueron creados en 1975 para ofensas menores. Por último, el Court of the Lord Lyon regula el derecho heráldico.

## Geografía e historia natural

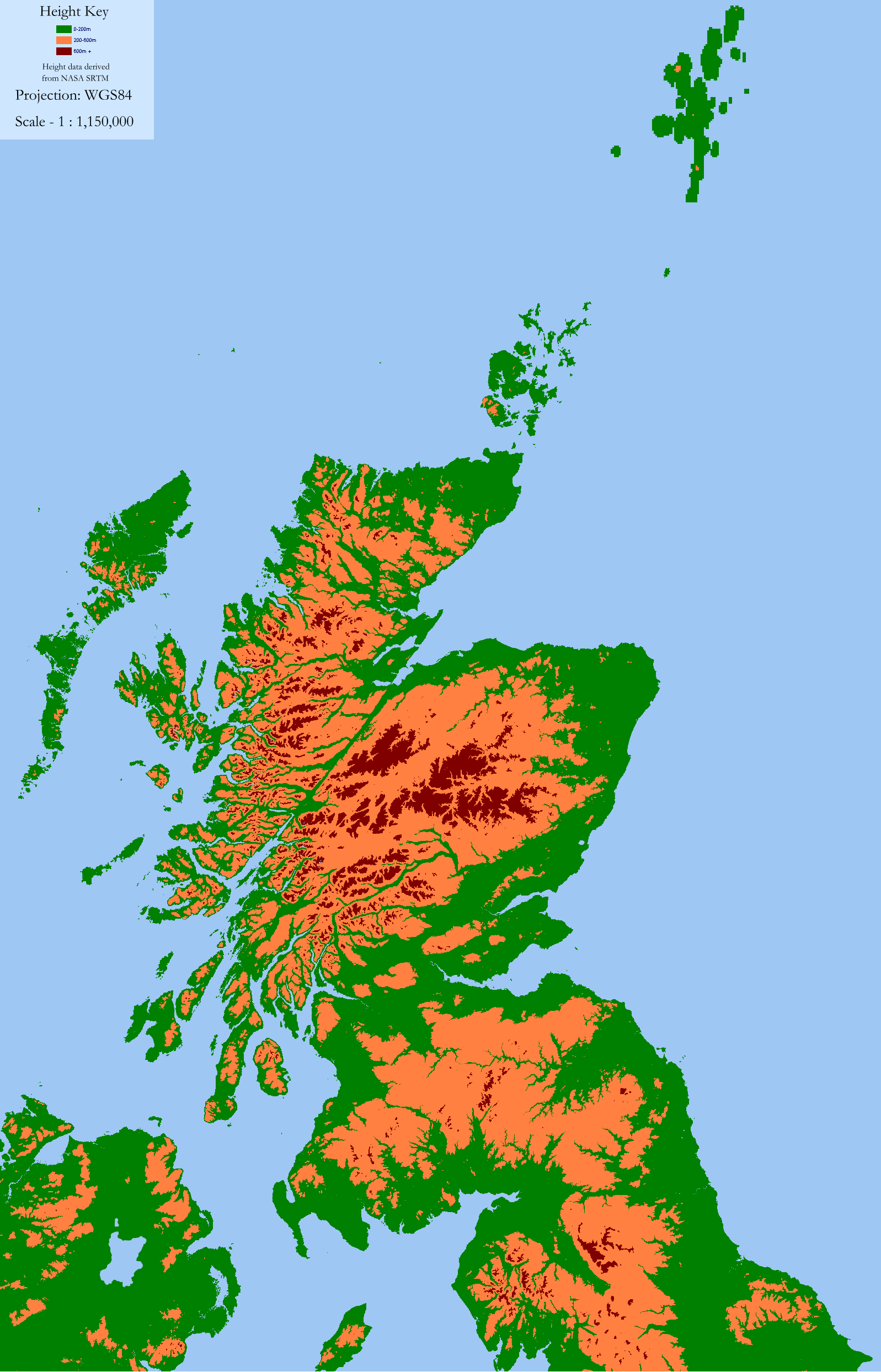
Mapa de la orografía de Escocia.

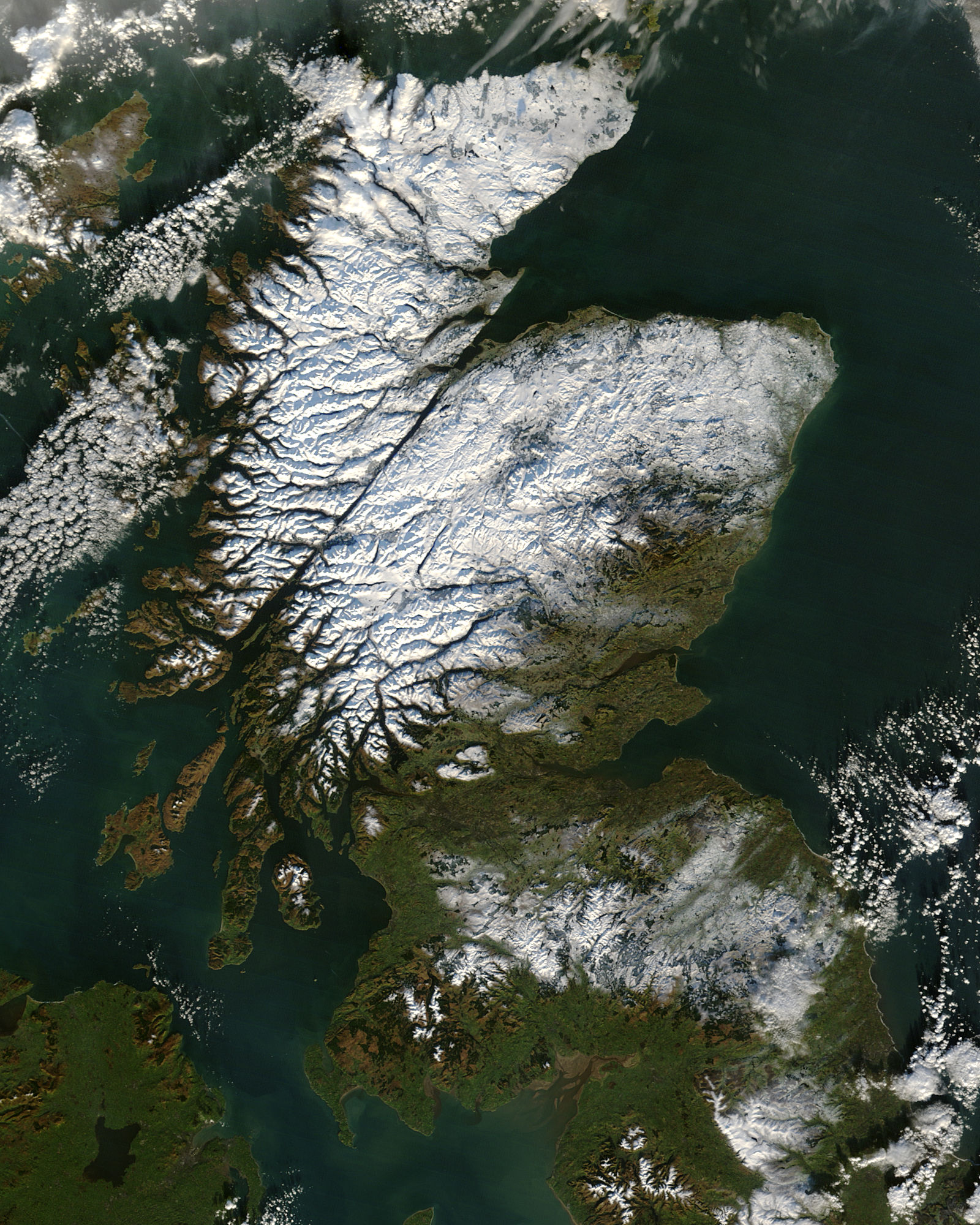
Vista satelital

Escocia ocupa aproximadamente el tercio septentrional de la isla de Gran Bretaña, al noroeste del continente europeo. En total, su territorio abarca 78 772 km². La única frontera de Escocia en tierra firme es la que le une por el sur con Inglaterra, y que mide alrededor de 96 km, entre el río Tweed en la costa oriental y el fiordo de Solway en la occidental. El océano Atlántico rodea el norte y oeste de Escocia, mientras que al este se encuentra el mar del Norte. Irlanda se encuentra a solo 30 km desde la península de Kintyre, mientras que Noruega queda a 400 km al noreste, las islas Feroe a 310 km e Islandia a 798 km al noroeste. El centro geográfico de Escocia, tradicionalmente, se sitúa a pocos kilómetros de Newtonmore, en Badenoch, al norte de las zonas más pobladas, aunque existen diversas opiniones al respecto, dependiendo del modo empleado para las mediciones, o de si se toman en consideración o no las islas escocesas.
La extensión territorial actual de Escocia es muy similar a la establecida en el Tratado de York de 1237 entre Inglaterra y Escocia y en el Tratado de Perth de 1266 entre Escocia y Noruega. Existen algunas excepciones: la Isla de Man, que antes era territorio escocés, es ahora una Dependencia de la Corona británica; las islas Órcadas y Shetland fueron adquiridas a Noruega en el siglo XV; mientras que Rockall, un pequeño islote rocoso en el Atlántico, fue anexionado al Reino Unido primero y a Escocia después por el Acta de la Isla de Rockall de 1972. Sin embargo, la legalidad de esta anexión ha sido puesta en tela de juicio por Irlanda, Dinamarca e Islandia, y probablemente no tiene efectos en el derecho internacional.

### Geología y geomorfología

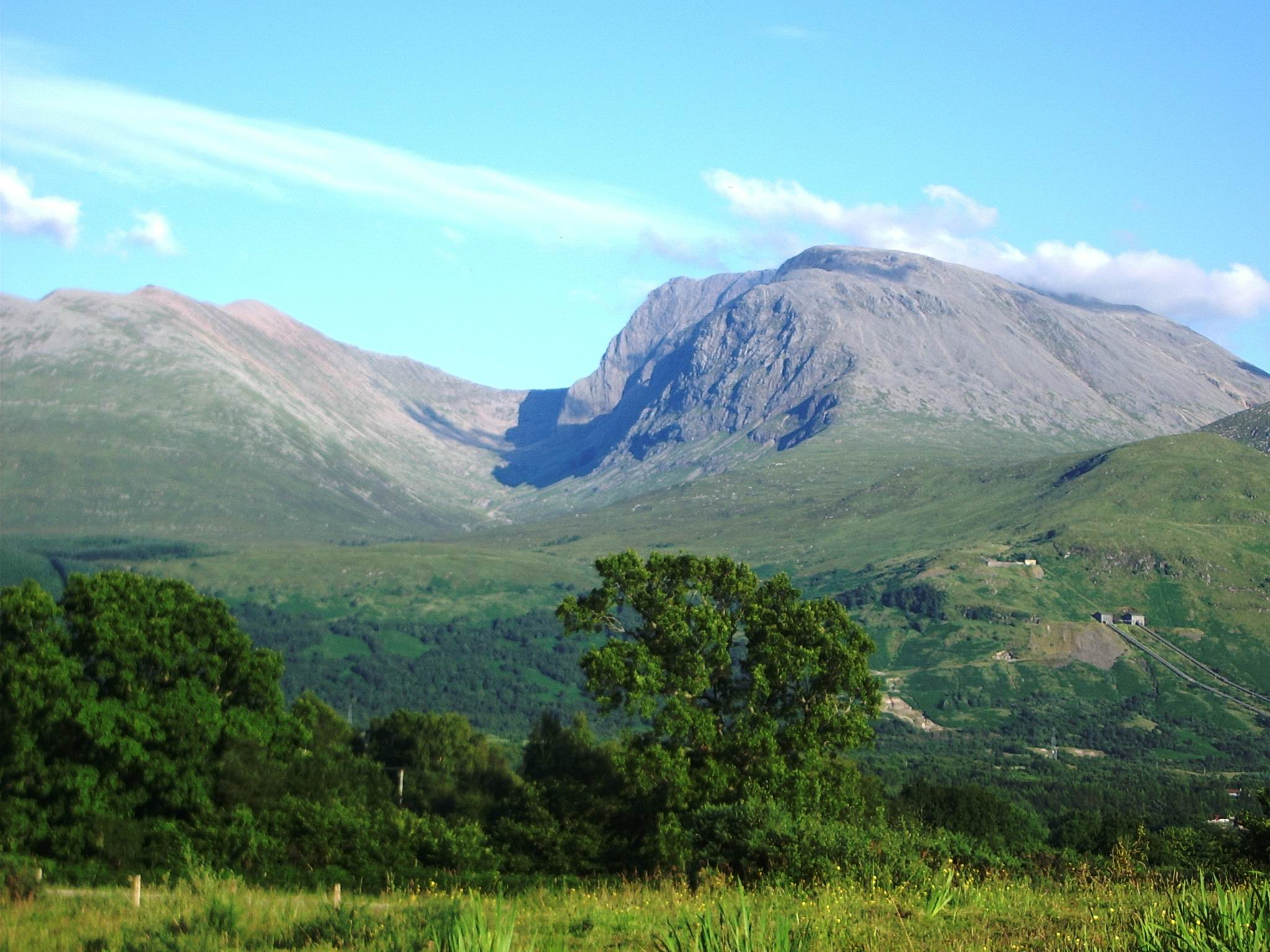
Ben Nevis, el punto más alto de las islas británicas.

Todo el territorio escocés estaba cubierto por el hielo durante las glaciaciones del Pleistoceno, lo que tiene importantes consecuencias en su paisaje. Desde el punto de vista geológico, Escocia está subdividida en tres zonas: las Tierras Altas y las islas se sitúan al noroeste de la falla de las Tierras Altas, que va desde la isla de Arran hasta Stonehaven. Esta parte de Escocia está compuesta fundamentalmente de rocas antiguas procedentes de los periodos Cámbrico y Precámbrico, que fueron elevadas durante la posterior Orogenia caledonia. Esta base rocosa está entrecruzada por múltiples intrusiones ígneas de épocas más recientes, cuyos vestigios han formado macizos montañosos como los Cairngorms o los Cuillins, en Skye. Una excepción significativa a lo anterior la constituyen los estratos de arenisca conocidos como Old Red Sandstone, en los que se han encontrado fósiles, sobre todo alrededor del fiordo de Moray.
Las Tierras Altas son generalmente montañosas y están divididas por el Great Glen o "Gran Valle". Las mayores elevaciones de las islas británicas se encuentran aquí, incluido el Ben Nevis, el pico más alto, con una altitud de 1344 metros. Escocia consta de más de 790 islas, divididas en cuatro grupos principales: Shetland, Órcadas, y Hébridas, las cuales a su vez se dividen en Hébridas Interiores y Hébridas Exteriores. Además, en esta zona se encuentran numerosas fuentes de agua dulce, incluyendo el lago Ness o el lago Lomond. Algunas partes de la costa consisten en machair, un tipo de terreno consistente en dunas cubiertas de pasto.

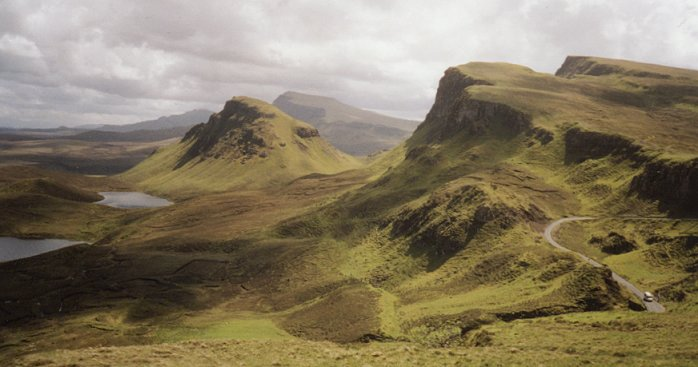
Vista panorámica en la Isla de Skye.

El terreno conocido como Central Lowlands o también Central Belt es una fosa tectónica compuesta fundamentalmente por formaciones del Paleozoico. Algunos de los estratos sedimentarios de esta zona han resultado de gran importancia económica, ya que en ellos se encuentran el carbón y el hierro en los que se basó la Revolución Industrial escocesa. Esta área ha experimentado una intensa actividad volcánica, como demuestra Arthur's Seat, una cima cercana a Edimburgo que es el resto de un cono volcánico más elevado que estuvo activo durante el periodo Carbonífero hace unos 300 millones de años. Conocida también como Midland Valley, esta área es relativamente llana, aunque existen abundantes colinas como Ochil Hills o Campsie Fells.
Las llanuras meridionales o Tierras Bajas están compuestas por una serie de colinas de unos 200 km de longitud, alternados con anchos valles. Se encuentran al sur de una segunda falla que va desde Stranraer hasta Dunbar. Esta zona está compuesta fundamentalmente por depósitos del silúrico, hace 400 o 500 millones de años.
Las fallas, valles o glens que cruzan Escocia de este a oeste albergan frecuentemente lagos o lochs, tales como el lago Ness (el más profundo del Reino Unido), que se sitúa en el Gran Glen, o el lago Lomond (el mayor lago de agua dulce del Reino Unido), en la falla de las Tierras Altas. Además, Escocia también está cruzada por ríos que fluyen hacia el océano Atlántico o hacia el mar del Norte, y que a menudo dan lugar a fiordos en su desembocadura, tales como el fiordo de Clyde, el fiordo de Forth o el fiordo de Tay. Los ríos más largos de Escocia son el río Tay (193 km), el Spey (172 km), el Clyde (171 km) y el Tweed (156 km).

### Clima

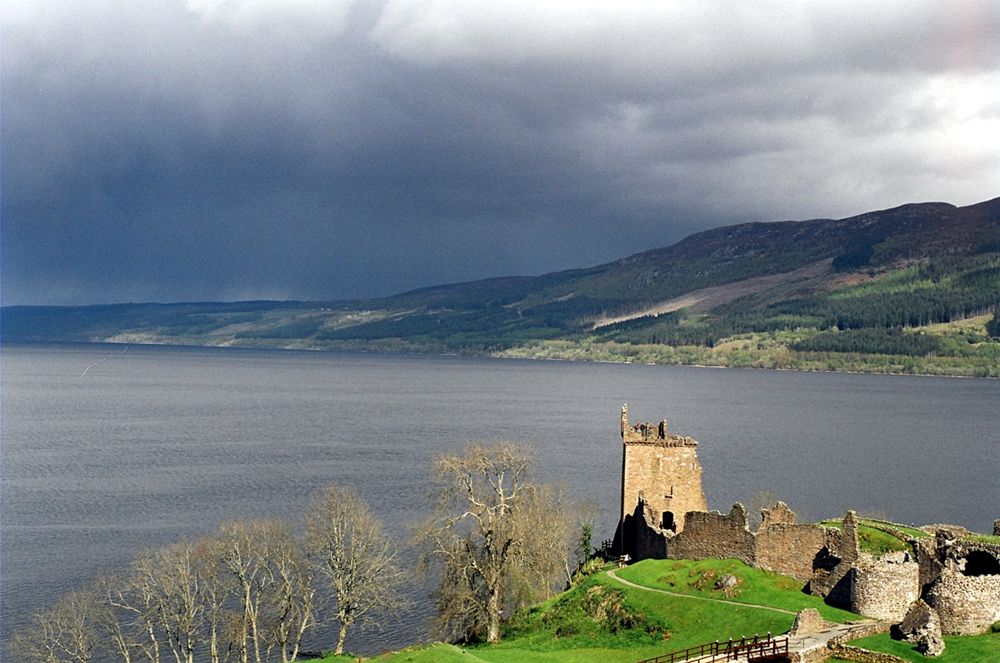
El lago Ness, en las Tierras Altas escocesas.

El clima de Escocia es templado y oceánico, y tiende a ser muy variable. Está atemperado por la corriente del Golfo proveniente del océano Atlántico, y por ello tiene inviernos mucho más suaves y también los veranos son más templados y húmedo que en otras áreas de latitud similar, como Oslo, Moscú o Alaska. Sin embargo, las temperaturas son generalmente más bajas que en el resto del Reino Unido: la temperatura histórica más baja registrada en el país son los -27,2 °C (–16,96 °F) registrados en Braemar, en los Montes Grampianos, el 11 de febrero de 1895 y el 10 de enero de 1982, así como en Altnaharra, en las Tierras Altas, el 30 de diciembre de 1995. Las máximas en invierno rondan los 6 °C (42,8 °F) en las Tierras Bajas, y las máximas en verano promedian 18 °C (64,4 °F). La temperatura más alta registrada alcanzó los 34,8 °C (94,6 °F) en Charterhall, en los Scottish Borders, un 19 de julio de 2022.
En general, el poniente escocés es más cálido que el este, debido a la influencia de las corrientes marinas, y a las temperaturas más bajas del mar del Norte. Tiree, en las Hébridas Interiores, es uno de los lugares más soleados del país: tuvo 329 horas de sol en mayo de 1975. Las precipitaciones varían enormemente a través de Escocia. El poniente de las Tierras Altas es la zona más lluviosa, con más de 3000 milímetros anuales. La ciudad de Glasgow, por ejemplo, tiene aproximadamente 170 días de lluvia al año. En cambio, gran parte de Escocia recibe menos de 800 mm. Las nevadas no son habituales en las Tierras Bajas, pero sí en zonas de mayor altitud. Braemar experimenta una media de 59 días de nieve al año, mientras que las zonas de la costa tienen una media de menos de 10 días.

### Fauna y flora

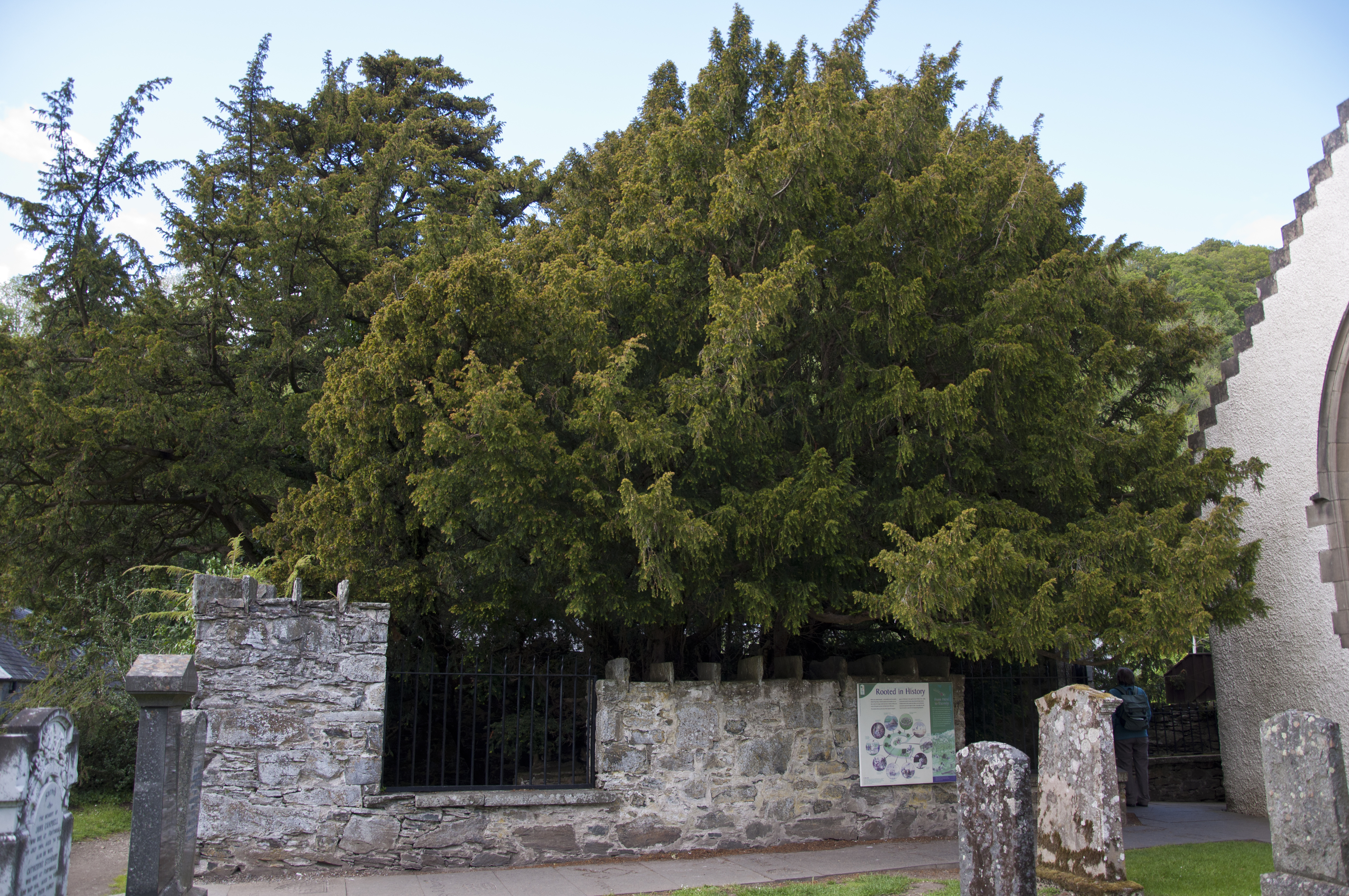
El Tejo de Fortingall, el árbol más viejo del Reino Unido y uno de los seres vivos de más edad registrados en el mundo.

La fauna y flora de Escocia es la típica del noroeste de Europa, aunque varios grandes mamíferos, como el oso pardo, el lobo, el uro, el tarpán, el lince, el castor, el reno, el alce o la morsa fueron cazados hasta la extinción en la época histórica. Existen todavía importantes poblaciones de focas y zonas de anidación de aves marinas, como el alcatraz común. El águila real es casi un símbolo nacional, junto con el águila de cola blanca, el águila pescadora o el milano real, que han sido recientemente reintroducidos en Escocia después de haber sido perseguidos hasta la extinción.
Una población de Plectrophenax nivalis acude en verano a las cumbres montañosas de Escocia, en las que durante el invierno también pueden observarse perdices, liebres y armiños en su pelaje invernal. Todavía se conservan ciertos bosques de pinos en los que habita el Loxia scotica, la única ave endémica de Gran Bretaña; el mismo hábitat es también propicio para el urogallo y el gallo lira, el gato montés, la ardilla roja y la marta.
Cabe mencionar, por su gran difusión mundial, la leyenda contemporánea del monstruo del lago Ness, relacionada con la criptozoología y la pseudociencia (y alimentada como reclamo turístico por las autoridades locales).
La flora del país es muy variada, con abundancia de árboles caducifolios y coníferas y especies propias del páramo y la tundra. Sin embargo, la plantación comercial a gran escala de especies no nativas de coníferas, y la utilización de los páramos septentrionales para la cría de ganado y las actividades deportivas (principalmente la caza de ciervos y urogallos), han tenido un importante impacto en la distribución de las especies autóctonas de plantas y animales. Un árbol situado en Perthshire, el Tejo de Fortingall, un ejemplar de tejo europeo de entre 2000 y 5000 años de antigüedad, es probablemente el ser vivo más viejo de Europa y con seguridad el del Reino Unido. La flor nacional es el cardo, que aparece en el Escudo del Reino Unido y que también puede relacionarse simbólicamente con el lema de Escocia, Nemo me impune lacessit.

## Cultura

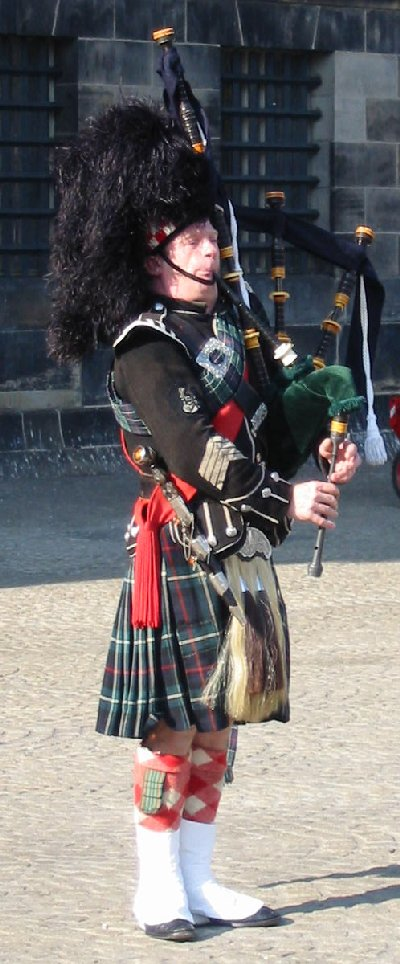
Un gaitero tocando la gaita de las Highlands.

A lo largo de los siglos, la cultura de Escocia se ha moldeado con la amalgama de distintos elementos. Existe una importante actividad artística, tanto musical como dramática y literaria, influida poderosamente por fuentes tradicionales escocesas, aunque también abierta a influencias externas, en especial europeas. La música ocupa un importante lugar en la cultura escocesa. El instrumento tradicional escocés más destacable es la gaita, en particular la gaita de las Highlands, un instrumento de viento consistente en uno o más tubos sonoros alimentados por una reserva de aire contenida en una bolsa.
El Clàrsach o arpa celta, los violines y el acordeón también son instrumentos tradicionales escoceses, especialmente los dos últimos, que forman parte de una típica banda para danzas tradicionales escocesas. Los emigrantes escoceses llevaron consigo muchas de estas formas tradicionales de música, que influyeron en sus países de acogida, por ejemplo en la música country estadounidense. Hoy en día en Escocia sigue habiendo un movimiento importante de música folklórica, tanto en los bares y pubs del país como en los festivales internacionales, por ejemplo Celtic Connections.
En el panorama musical moderno, existen muchas bandas y artistas originarios de Escocia, tales como Simple Minds, Annie Lennox, Belle & Sebastian, Primal Scream, Decon Blue, Travis, Biffy Clyro, Franz Ferdinand, Texas (banda), o Snow Patrol.

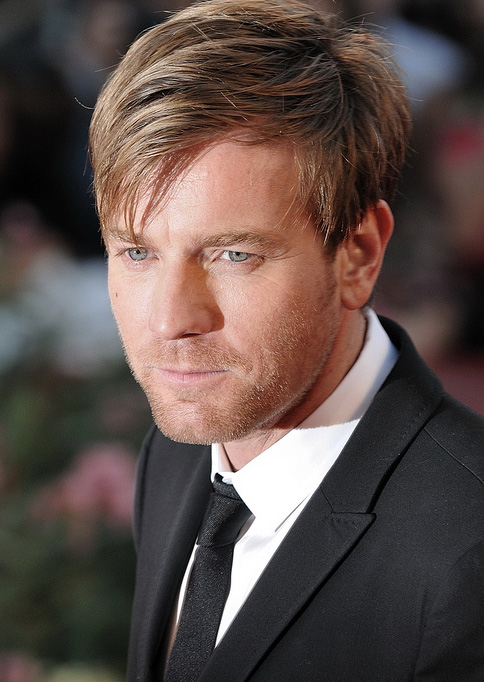
El actor Ewan McGregor.

La televisión nacional es BBC Scotland (BBC Alba en gaélico), que forma parte de la British Broadcasting Corporation, el canal público del Reino Unido. Además de dos canales de televisión, la BBC también posee canales nacionales de radio: BBC Radio Scotland y BBC Radio nan Gaidheal, entre otros. Las principales televisoras privadas en Escocia son la STV y Border Television. También existen periódicos específicos del ámbito escocés, como el Daily Record, el The Herald (publicado en Glasgow) o el The Scotsman. Entre los periódicos de difusión local o regional destacan el The Courier, publicado para Dundee y el este de Escocia, y el Press and Journal, para Aberdeen y el norte.
La prenda tradicional escocesa es el kilt, la mal llamada «falda escocesa» —término que ofende a algunos escoceses—.[cita requerida] El kilt suele estar hecho de lana, con un diseño de tartán que se asocia a un determinado clan o apellido escocés. Muchos escoceses reciben un kilt a muy temprana edad, y lo utilizan en ocasiones especiales, como bodas, bautizos y comuniones, entre otras. El kilt se enrolla alrededor de la cintura y cubre la parte inferior hasta la altura de las rodillas; además, dado que no tiene bolsillos, puede complementarse con un bolso especial denominado sporran. En contra de la creencia popular de que para ser un escocés de verdad, bajo el kilt no debe vestirse ropa interior, lo cierto es que no hay ninguna norma establecida al respecto.[cita requerida]

### Lengua y Literatura
Las lenguas habladas en la actualidad o en el pasado en Escocia se dividen en dos familias: lenguas celtas y lenguas germánicas. La única lengua celta que todavía se conserva en Escocia es el gaélico escocés, hablado en algunas zonas de las Tierras Altas y en las islas Hébridas (zonas conocidas como Gàidhealtachd), pero que anteriormente se hablaba en zonas mucho más amplias, como atestigua la toponimia. Una variante del gaélico se hablaba también en la zona suroccidental de Escocia, alrededor de Galloway, y también en Annandale y Strathnith, pero ha desaparecido. Ambas lenguas provienen del gaélico antiguo, descendiente a su vez del gaélico primitivo. Según el censo de Escocia de 2001, aproximadamente un 1 % de la población total son hablantes de gaélico escocés.
Además, en la Escocia actual se hablan dos lenguas germánicas: el escocés y el inglés de Escocia. El escocés (en inglés, Scots o Lowland Scots) se habla en el sur de Escocia, en la zona conocida como Tierras Bajas. Proviene de una variante septentrional del denominado inglés medio conocida como «escocés antiguo». Según el censo de 2001, aproximadamente un 30 % de la población se consideraba hablante fluido de scots. El inglés de Escocia, por su parte, es el dialecto estándar del idioma inglés hablado en Escocia. En él pueden encontrarse influencias del escocés y del gaélico escocés. La variante más septentrional constituye un dialecto diferenciado, el inglés de las Highlands, más influido aún por el gaélico escocés.
La literatura escocesa incluye los textos escritos en Escocia, en inglés, gaélico escocés, escocés, francés o latín. El considerado «poeta nacional», Robert Burns, escribió tanto en escocés como en inglés, aunque gran parte de su obra está escrita en una versión simplificada del escocés accesible para un público más amplio. Otros escritores escoceses de renombre internacional son Tobias Smollet, James Macpherson, sir Walter Scott, Robert Louis Stevenson y Arthur Conan Doyle, cuyas obras tuvieron una repercusión internacional a finales del siglo XIX. El periodo más brillante fue sin duda el de la llamada Ilustración escocesa, en torno a la figura central del filósofo David Hume, pero la narrativa y la poesía florecieron en especial en el siglo XIX. J. M. Barrie, autor de Peter Pan, fue el creador del movimiento conocido como «escuela de Kailyard», también a finales del siglo XIX, que volvió a poner de moda la fantasía y el folclore en la literatura. Esta tradición literaria ha sido considerada por algunos críticos como un freno a la evolución de la literatura escocesa, ya que se centraba en una imagen pastoril e idílica de Escocia. Algunos novelistas modernos, como Irvine Welsh (autor de Trainspotting), han optado por reflejar las realidades más crudas de la vida contemporánea en las ciudades escocesas, utilizando para ello el inglés de Escocia.

### Religión

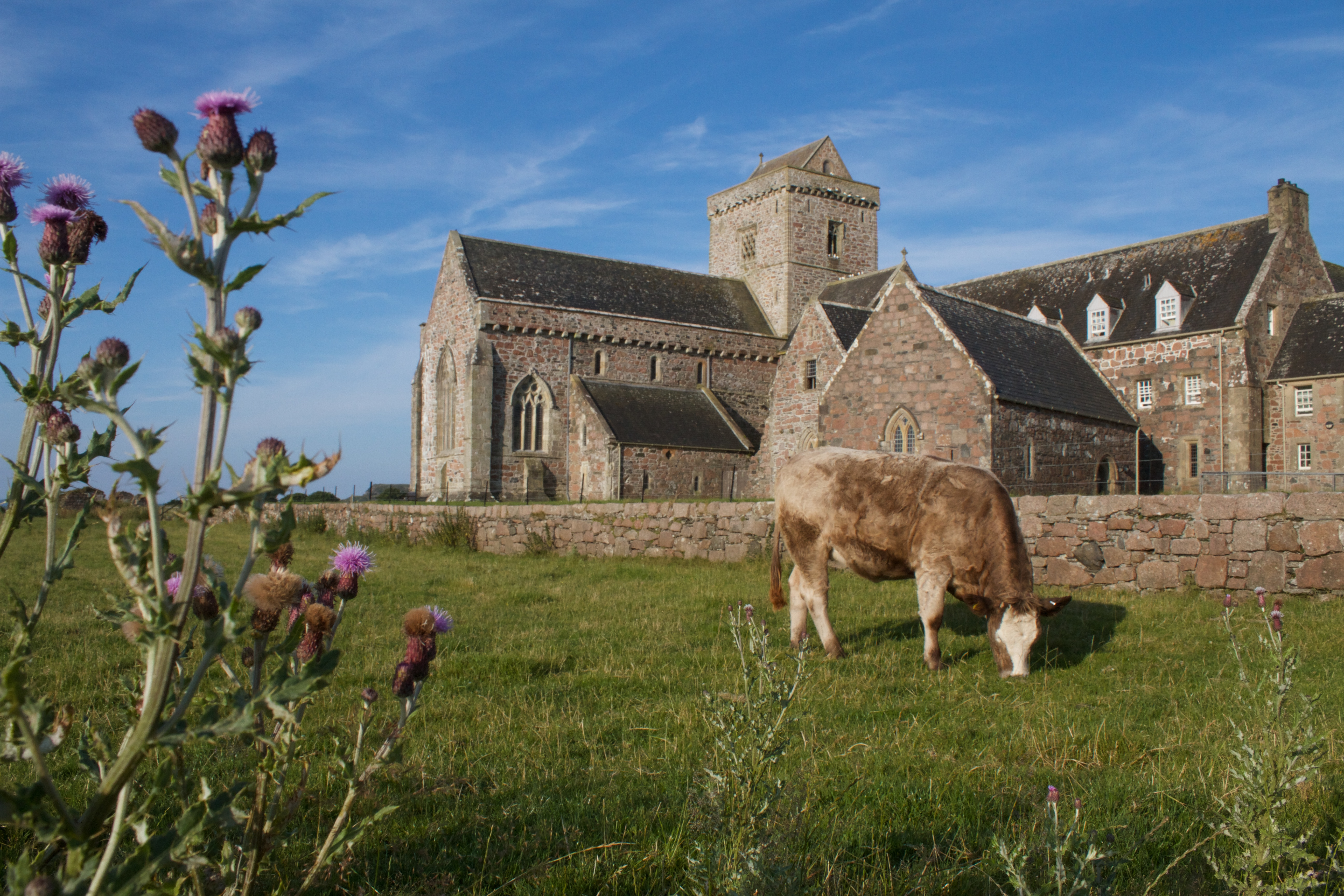
La abadía de Iona, considerada como la cuna del cristianismo escocés.

Las principales religiones de Escocía son: Iglesia Presbiteriana de Escocia (Movimiento anglicano de Continuación) aproximadamente 32,4 % y Iglesia episcopal escocesa (Comunión anglicana) aproximadamente 18,00 %. Entre estas dos suman algo más del 50 % de la población escocesa. Iglesia católica aproximadamente 15,9 % de la población escocesa. Otras confesiones cristianas 6,8 % aproximadamente de la población escocesa, Islam 0,8 % aproximadamente de la población escocesa. El 28 % de la población escocesa afirma no tener ninguna tendencia religiosa.
Desde la Reforma Protestante de Escocia en 1560, la Iglesia de Escocia, también conocida como The Kirk, se convirtió en la iglesia nacional de Escocia. Es una Iglesia protestante y calvinista con un sistema de organización presbiteriano, y disfruta de independencia del Estado. Como la reforma en Escocia fue más radical, el protestantismo de la iglesia de Inglaterra es más parecido al catolicismo. Alrededor del 12 % de los habitantes de Escocia eran miembros de la Iglesia de Escocia en 2005, mientras que en 2001 un 40 % se declaraba afiliado a ella. La Iglesia opera con una estructura de parroquias locales, de forma que cada comunidad escocesa tiene su propia congregación. Escocia también tiene una importante población católica, en especial en el oeste. Tras la Reforma Protestante, el catolicismo sobrevivió en la zona de las Tierras Altas y en algunas islas como Uist y Barra, y se fortaleció durante el siglo XIX gracias la inmigración de Irlanda. Otras denominaciones religiosas cristianas en Escocia incluyen la Iglesia Libre de Escocia y Sociedad Religiosa de los Amigos.
El islam es la religión no cristiana más importante de Escocia, con aproximadamente 50 000 fieles (menos de un 1 % del total). También hay congregaciones del judaísmo, hinduismo y sijismo, especialmente en Glasgow. El monasterio de Kagyu Samyé Ling, cerca de Eskdalemuir, inaugurado en 1967, contiene el mayor templo budista de Europa Occidental. En el censo de 2001, el 28 % de la población decía no profesar ninguna religión.

### Educación

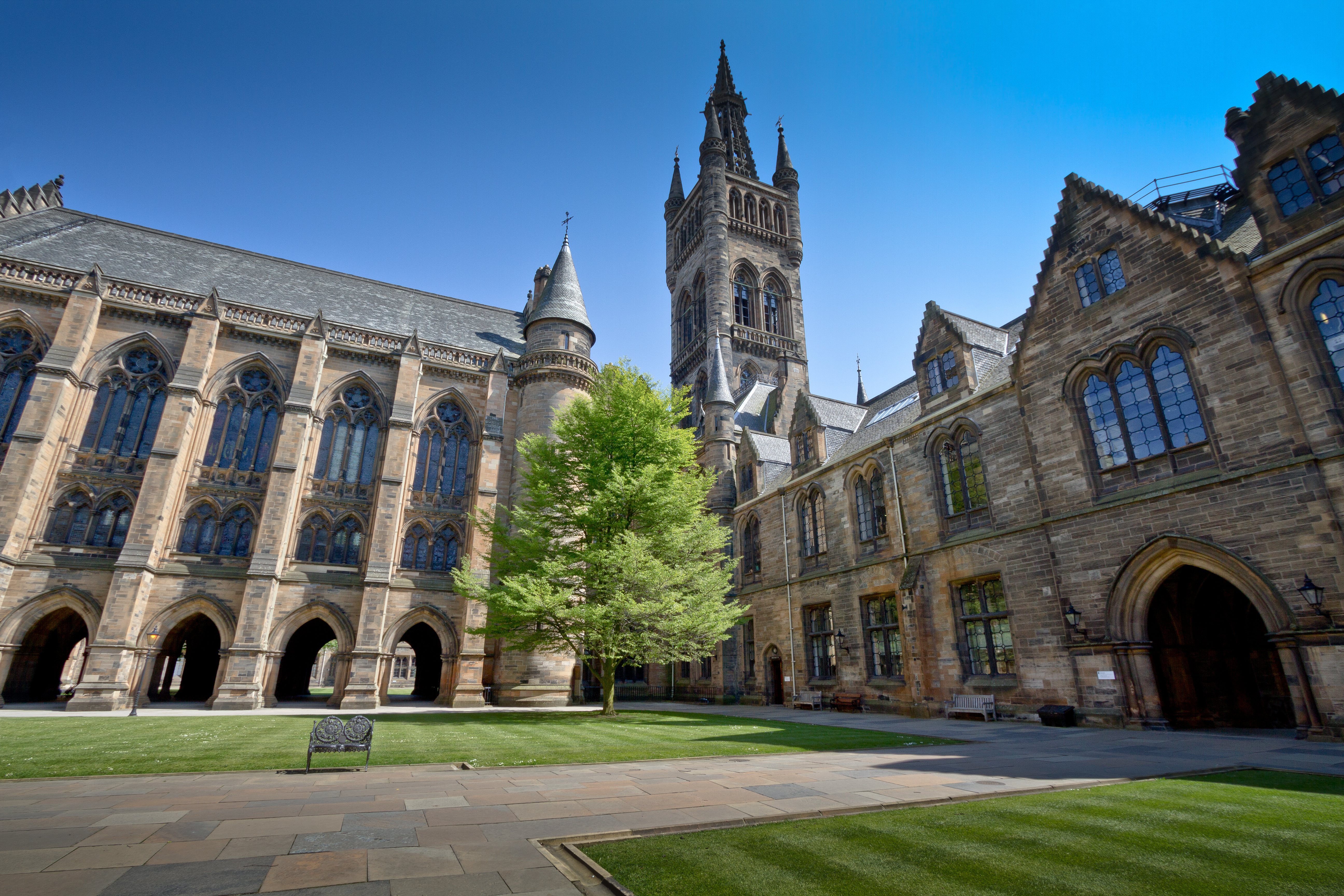
Universidad de Glasgow.

El sistema educativo escocés siempre ha sido distinto al del resto del Reino Unido, con un énfasis característico en la educación general. Escocia fue, después de Esparta, el primer lugar en diseñar un sistema de educación pública general. La escolarización se volvió obligatoria por primera vez con el Acta de Educación de 1496, y en 1561, la Iglesia de Escocia diseñó un programa para la reforma espiritual, que incluía la creación de una escuela en cada parroquia. La educación siguió siendo un asunto más de la Iglesia que del Estado hasta el Acta de Educación de 1872.
Los niños de 3 y 4 años tienen derecho en Escocia a guardería gratuita, con un "marco curricular para niños de 3-5 años". La educación primaria formal comienza aproximadamente a los 5 años y dura siete (P1-P7); la "guía 5-14" establece el marco curricular correspondiente para esta etapa. Hoy en día, los niños escoceses deben realizar un examen a los 15 o 16 años, tras el cual pueden elegir seguir en la escuela y estudiar para los exámenes de Acceso, Intermedios, Superiores o Avanzados. Un pequeño número de estudiantes de escuelas privadas puede seguir el sistema educativo inglés en vez del escocés.
Hay 14 universidades en Escocia, algunas de las cuales se encuentran entre las más antiguas del mundo. El país produce el 1 % de las publicaciones científicas del mundo con tan solo el 0,1 % de la población, y las instituciones de educación superior son responsables del 9 % de las exportaciones del sector servicios de Escocia.

### Gastronomía y productos típicos
La gastronomía de Escocia comparte muchas de las características de la cocina inglesa, pero con algunos rasgos y alimentos propios, derivados a veces de su historia y de las influencias foráneas. En general, la cocina escocesa se caracteriza por su simplicidad, empleando los productos naturales autóctonos (lácteos, carne, pescado, frutas y verduras) y renunciando a las especias y hierbas.

#### Comidas

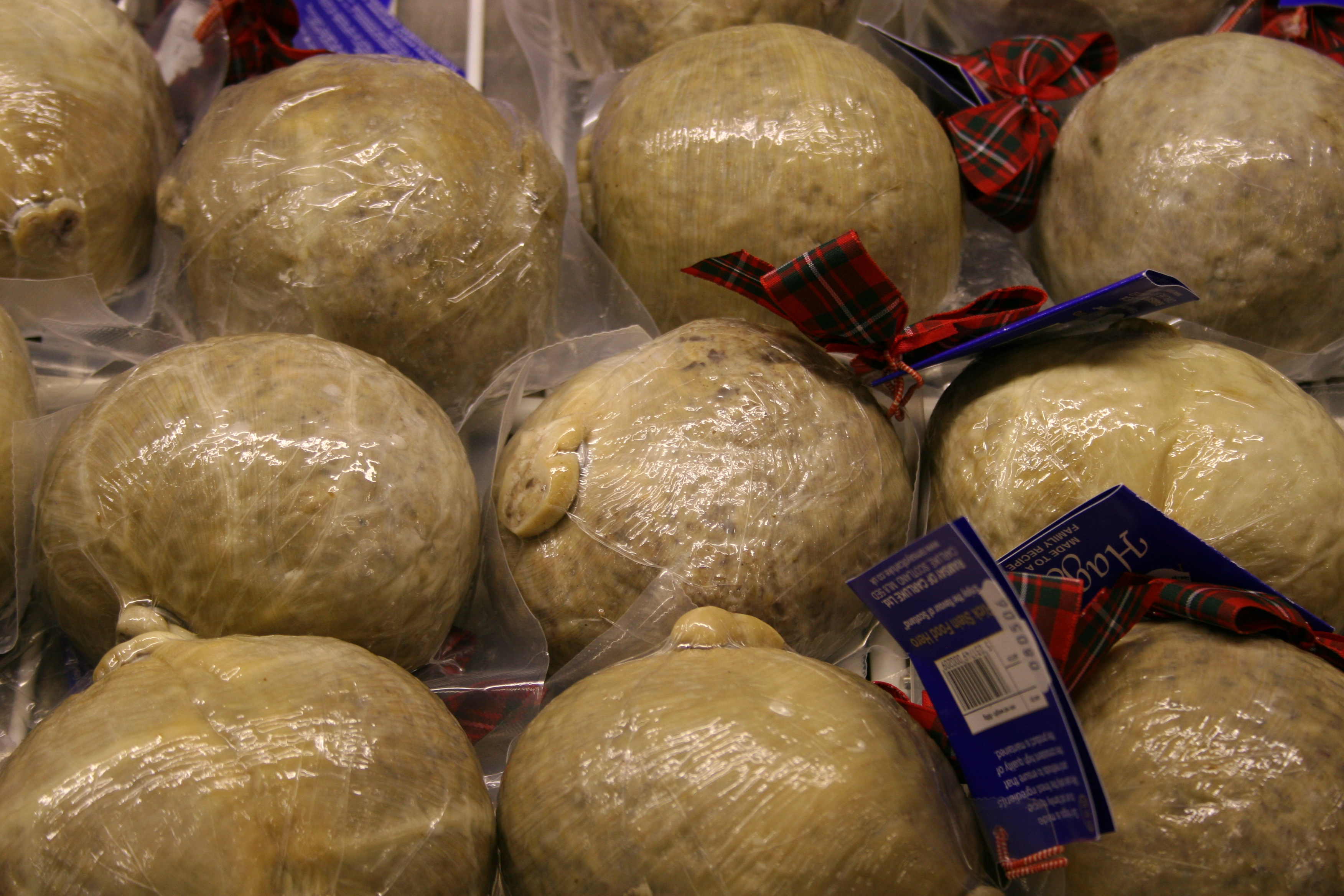
Haggis envasados al vacío, listos para cocinar.

Algunos de los platos tradicionales escoceses son el Scotch broth o "caldo escocés", hecho con cebada, carne y verduras; el porridge o papilla de avena, o los pasteles de carne, en especial el Scotch pie, relleno de carne de cordero. Algunos de estos platos, como el porridge o los oatcakes (pasteles de avena) pueden tener su origen en el carácter nómada de los escoceses originarios, que llevaban consigo siempre una bolsa de avena para poder comer. También el haggis, considerado el "plato nacional escocés", pudo surgir originalmente al transportar carne en una tripa de cerdo o cordero. El haggis es similar a una morcilla pero un poco más picante, aunque con carne de cordero o incluso de ciervo, y se come tradicionalmente durante la "Cena de Burns", el 25 de enero junto con nabo y patatas (neaps and tatties en escocés).
En los primeros años del siglo XXI, la cocina escocesa ha tenido un cierto "Renacimiento": en 2006, nueve de sus restaurantes tenían alguna estrella de la Guía Michelín, y abundan los restaurantes que combinan los elementos tradicionales con las innovaciones de la cocina contemporánea. Además, todas las principales ciudades escocesas albergan restaurantes de cocina internacional (china, italiana, mexicana, india...).

#### Bebidas

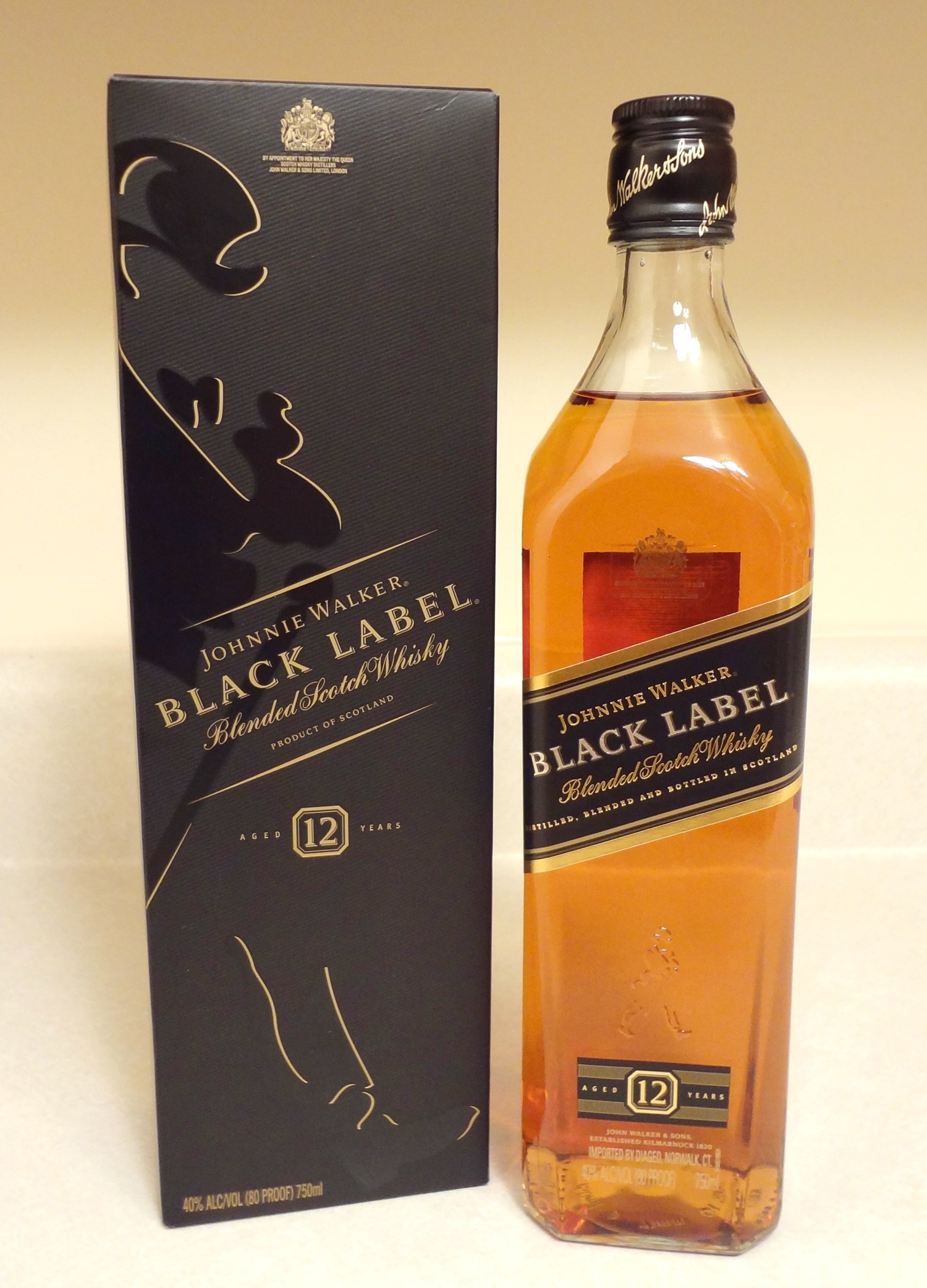
Whisky Johnnie Walker.

La bebida internacionalmente más reconocida de Escocia es el güisqui (whisky en inglés, uisge-beatha en el gaélico escocés) hasta el punto de que en Estados Unidos se lo denomina simplemente Scotch, y en Inglaterra el término "whisky" implica su origen escocés, salvo que se indique lo contrario. El origen del whisky en Escocia parece remontarse al siglo IV o V, cuando los monjes del continente trajeron consigo la destilación. Durante siglos la producción de whisky escocés se mantuvo estable, pero su explosión definitiva se produjo en el siglo XIX, cuando se desarrollaron nuevos modos de producción, y aprovechando la plaga de filoxera que asoló los viñedos franceses y españoles en 1880. En Escocia se toma el whisky con un poquito de aqua, no con hielo, y nunca con Coca-Cola.
También la cerveza es una bebida popular entre los escoceses: las ales de Escocia se caracterizan por su color oscuro y su sabor a malta. Algunas de las marcas de cerveza más conocidas de Escocia son Belhaven, Tennents o Caledonian, aunque existen muchas otras ales de distribución local o regional.
Entre las bebidas no alcohólicas, la más característica de Escocia es Irn-Bru, refresco que compite en popularidad con la Coca-Cola.

## Demografía

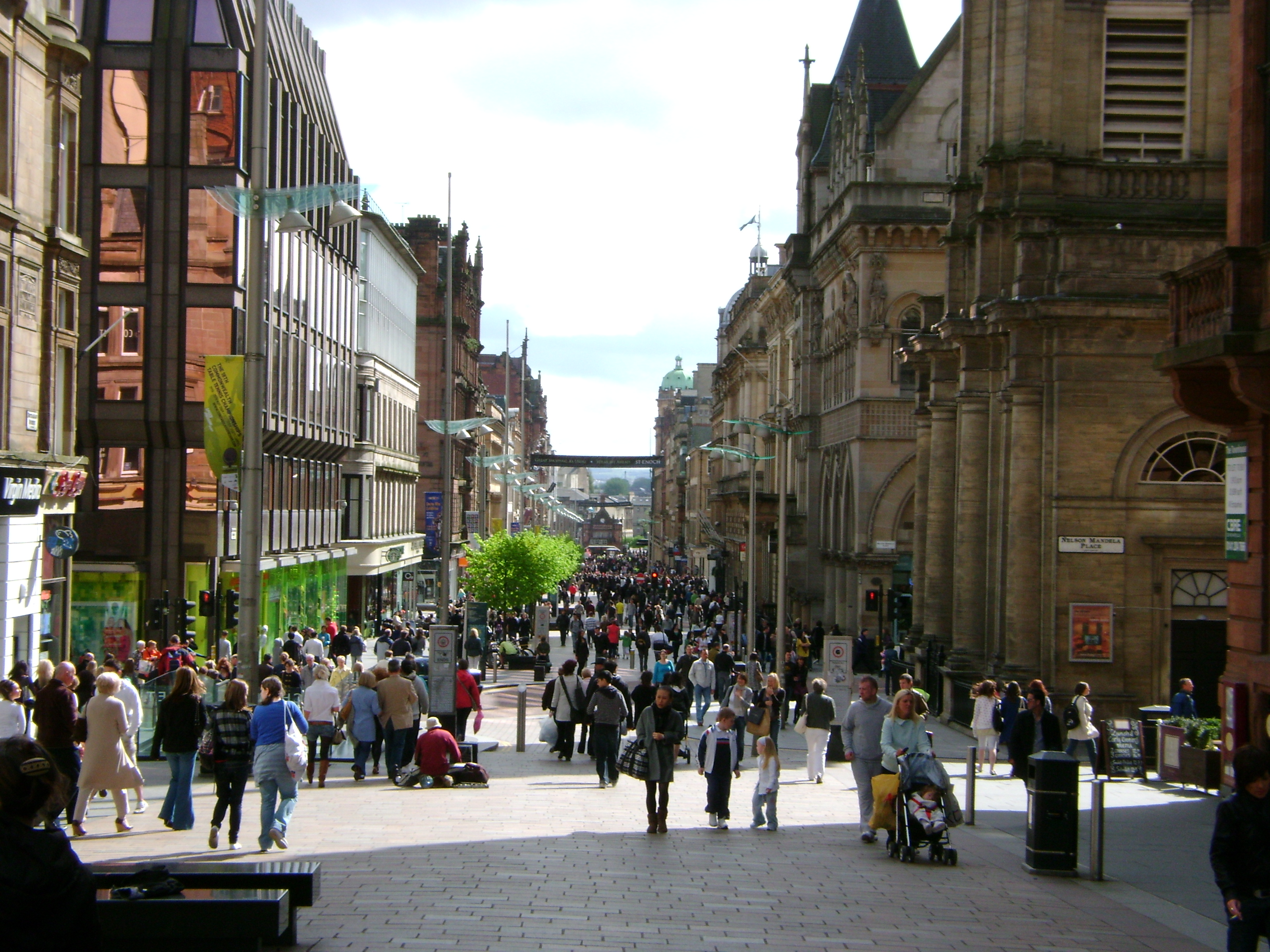
Calle Buchannan, Glasgow.

La población de Escocia según el censo de 2001 era de 5 062 011 habitantes, que se han elevado a unos 5 347 600 según la estimación del 30 de junio de 2014, lo que convertiría a Escocia en el 117.º país más poblado si fuera un Estado soberano. La capital, Edimburgo, tiene una población de alrededor de 600 000 habitantes, buena parte de ellos estudiantes. No obstante, la ciudad más poblada de Escocia es Glasgow, ubicada en la costa occidental, con casi 800 000 habitantes y un área metropolitana de alrededor de 2 000 000. Históricamente, Glasgow ha constituido el motor económico de la región, aparte de ser su principal centro académico: su Universidad, fundada a mediados del siglo XV, se encuentra entre las más antiguas del mundo de habla inglesa. El desarrollo social, cultural y económico de Glasgow durante el siglo XIX y principios del XX la llevó a ser considerada «la segunda ciudad del Imperio».
La zona central de Escocia, conocida como Central Belt, alberga la gran mayoría de los pueblos y ciudades principales: Glasgow al oeste, y Edimburgo, Aberdeen y Dundee al oriente. En cambio, las Tierras Altas están escasamente pobladas, aunque la ciudad de Inverness ha crecido rápidamente en los últimos años. De las muchas islas que conforman el territorio escocés, solo las más grandes y las más accesibles (unas 90) están habitadas. Por su parte, las mesetas meridionales o Southern Uplands son esencialmente rurales y en ellas predomina la agricultura. Debido a los problemas de Glasgow y Edimburgo para albergar a su población, entre 1947 y 1966 se crearon cinco ciudades planificadas: East Kilbride, Glenrothes, Livingston, Cumbernauld e Irvine.
Debido a la inmigración producida tras la Segunda Guerra Mundial, en Glasgow, Edimburgo y Dundee viven unas significativas comunidades asiáticas. Tras la ampliación de la Unión Europea, un creciente número de personas de Europa Oriental y Central se ha instalado en Escocia: entre 40 000 y 50 000 polacos vivían en 2005 en el país. En 2001, había unos 16 310 residentes chinos.

## Deporte

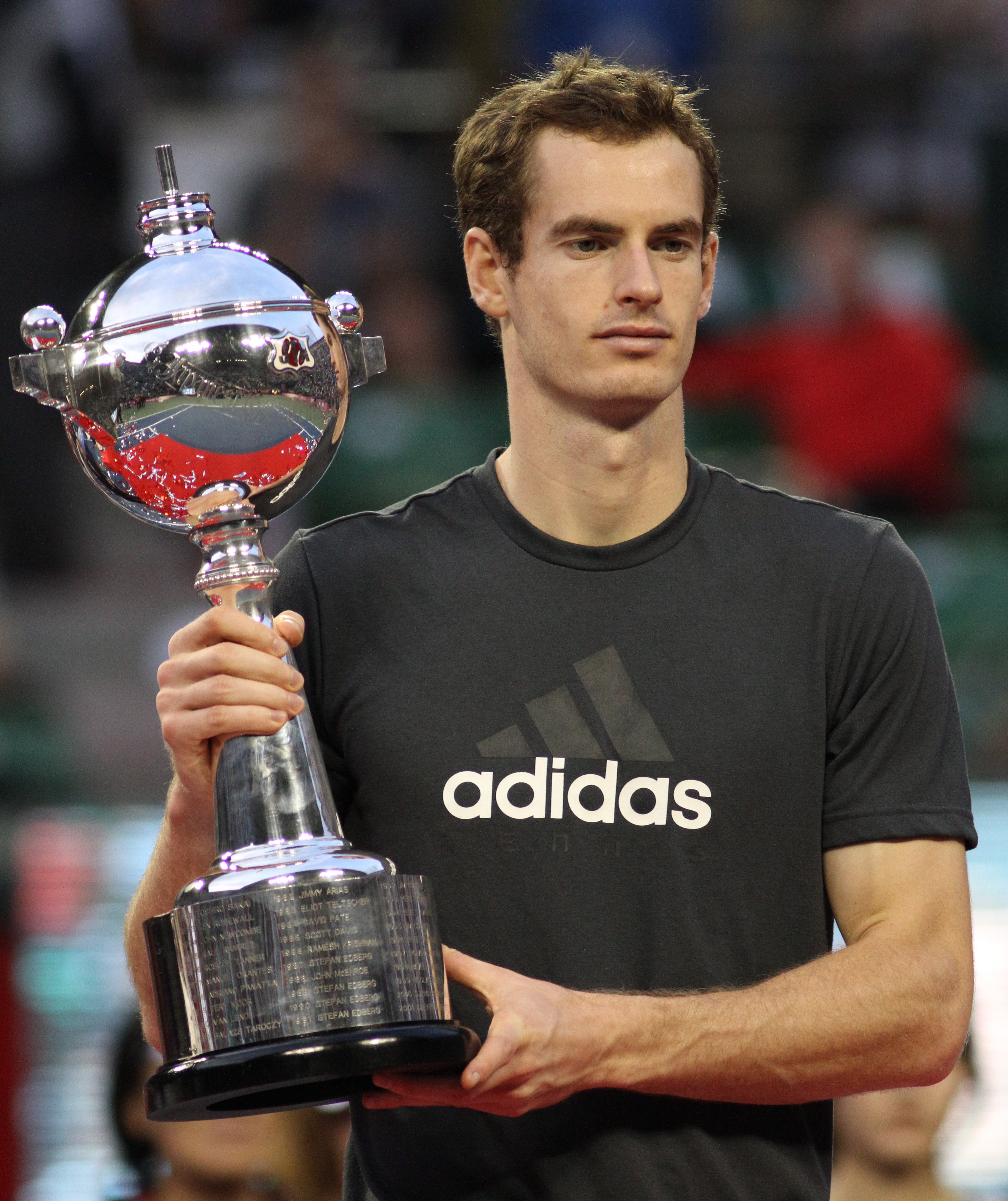
El tenista Andy Murray.

El deporte también juega un importante papel en la cultura escocesa, ya que el país alberga sus propios campeonatos nacionales de diversas variedades deportivas, además de tener representación independiente del resto del Reino Unido en eventos como el Mundial de Fútbol, el Mundial de Rugby o los Juegos de la Mancomunidad (aunque no en los Juegos Olímpicos, en los que Reino Unido participa como un único equipo). Además, Escocia tiene sus propios organismos deportivos, tales como la Asociación Escocesa de Fútbol (la segunda asociación nacional de fútbol más antigua del mundo) o la Scottish Rugby Union.
El deporte más popular en Escocia es el fútbol. Algunas variedades del fútbol se han practicado en Escocia desde hace varios siglos: la referencia más antigua data de 1424. El fútbol asociación es el deporte nacional de Escocia, y de hecho la Copa de Escocia es el trofeo nacional de fútbol más antiguo del mundo. Los equipos de fútbol más importantes de Escocia son el Celtic Football Club y el Rangers Football Club, ambos de Glasgow: el Celtic, cuyo estadio es el Celtic Park, se proclamó campeón de la Copa de Europa en 1967, mientras que el Rangers, que juega en el Ibrox Stadium, lo fue de la Recopa de Europa en 1972. Su rivalidad va más allá de lo meramente deportivo, ya que el Celtic de Glasgow es el equipo de los católicos de Escocia, mientras que el Glasgow Rangers lo es de los protestantes. Dicha rivalidad es conocida en todo el mundo como Old Firm. Ambos equipos juegan en la Premier League de Escocia, fundada en 1891 y en la que compiten 12 equipos. Ibrox Stadium, el campo del Rangers, y Hampden Park, el estadio donde por lo general juega sus partidos de local la selección escocesa de fútbol, son estadios 5 estrellas según los criterios de la UEFA. Por su parte, la selección de fútbol se ha logrado clasificar a 8 Mundiales de Fútbol (también clasificó a Brasil 1950 pero se retiró), y a 4 eurocopas, pero posee una ¨maldición¨, ya que en esos 12 torneos en total, nunca logró superar la fase de grupos.

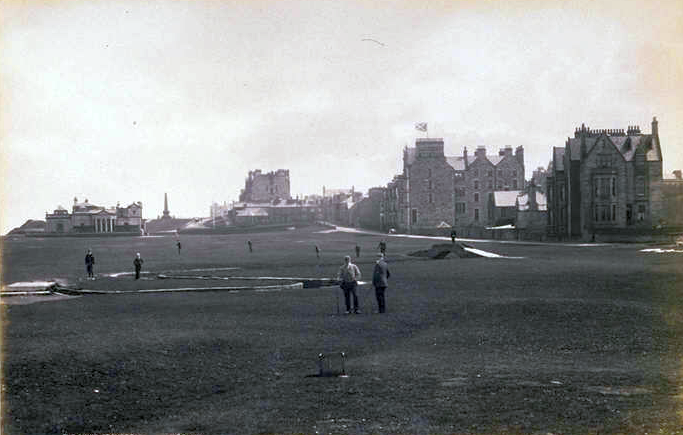
El Old Course de St Andrews en 1891.

St. Andrews, en el condado de Fife, es internacionalmente conocido como la "cuna del golf" y para muchos golfistas el Old Course de St Andrews, considerado como el campo de golf más antiguo del mundo, es casi un lugar de peregrinación. Hay muchos otros campos de golf famosos en Escocia, incluyendo los de Carnoustie, Gleneagles, Muirfield o Royal Troon.
El rugby es también muy popular en Escocia: la Selección de rugby de Escocia (que disputa sus partidos como local en el estadio de Murrayfield) participa en el Torneo de las Seis Naciones desde su fundación, y lo ha ganado en 14 ocasiones. La última vez que ganó el Grand Slam fue en 1990.
Otros elementos distintivos del deporte escocés son los Highland Games o "juegos de la montaña", así como algunos deportes celtas, como el curling o el shinty (parecido al hockey).
El tenista Andy Murray ha llegado a ser uno de los deportistas más conocidos del país. Es nativo del pueblo de Dunblane en Sterlingshire.

## Economía
A comienzos del siglo XXI Escocia tiene una economía mixta abierta similar a la del resto de Europa y del mundo occidental. Tradicionalmente, la industria escocesa estaba dominada por la industria pesada, apoyada por los astilleros, la minería (especialmente de carbón) y las industrias siderúrgicas. El petróleo extraído en el mar del Norte también ha sido una importante fuente de ingresos y de ocupación, especialmente desde los años 1970, en el noreste del país. La desindustrialización de los años 1970 y 1980 provocó un giro hacia los sectores de servicios y hacia las industrias tecnológicas, especialmente en lo que se conoce como Silicon Glen.

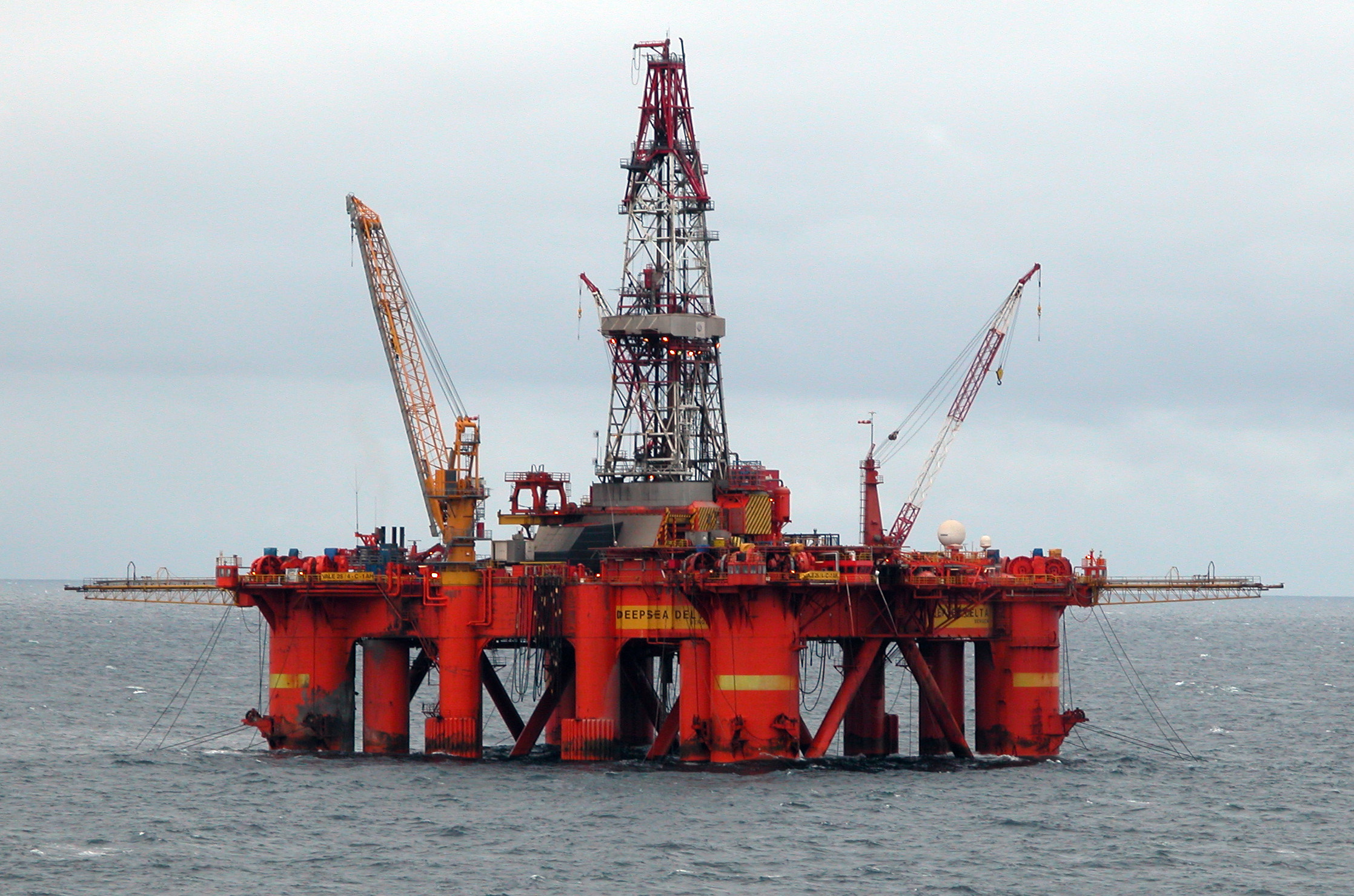
Plataforma petrolífera en el mar del Norte.

Edimburgo es el centro de las finanzas en Escocia, y el sexto centro financiero más importante de Europa después de Londres, París, Fráncfort, Zúrich y Ámsterdam, por ser el centro de firmas como Royal Bank of Scotland, HBOS (dueños del Bank of Scotland) o Standard Life.
En 2005, las exportaciones totales de Escocia (incluyendo las exportaciones al resto del Reino Unido) alcanzaron aproximadamente los 17.500 millones de libras, un 70 % de los cuales proviene de productos manufacturados. Las principales exportaciones escocesas son el whisky, los productos electrónicos y los servicios financieros, siendo sus principales clientes internacionales los Estados Unidos, los Países Bajos, Alemania, Francia y España. En 2006, el producto interno bruto (PIB) de Escocia era algo superior a los 86 000 millones de libras, con lo cual la renta per cápita se situaba en 16 900 libras.
El turismo también es reconocido como un importante factor de la economía escocesa. Un estudio publicado en 2002 por el Centro de Información del Parlamento escocés afirmaba que el turismo era responsable del 5 % del PIB y del 7,5 % del empleo en Escocia. En noviembre de 2007, la tasa de desempleo era del 4,9 %, inferior a la media del Reino Unido y a la de la mayoría de los países de la Unión Europea.

### Moneda

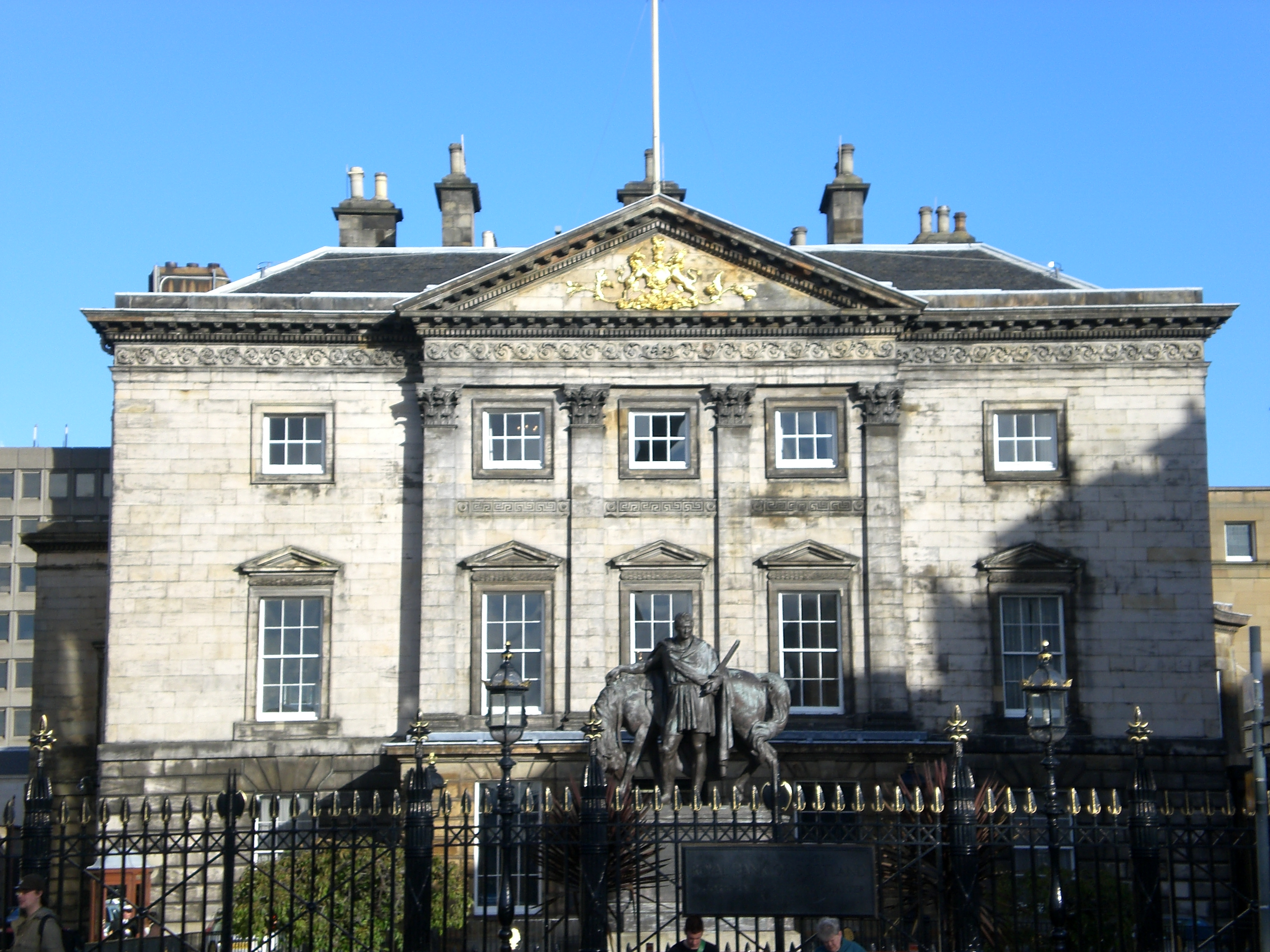
Sede central del Royal Bank of Scotland en Edimburgo.

Aunque el Banco de Inglaterra es el banco central del Reino Unido, tres bancos escoceses todavía tienen la potestad de producir sus propios billetes: el Bank of Scotland, el Royal Bank of Scotland y el Clydesdale Bank. El valor de los billetes escoceses en circulación se estima en unos 1 500 millones de libras, y pese a que oficialmente no es una moneda de curso legal en ningún lugar del Reino Unido, en la práctica estos billetes son intercambiables con los producidos por el Banco de Inglaterra. Pese a esta equivalencia, los billetes emitidos en Escocia son en ocasiones rechazados en Inglaterra y Gales, y no siempre son aceptados por otros bancos y oficinas de cambio de divisas fuera del Reino Unido. Esto es especialmente cierto con el billete de 1 libra que todavía emite el Royal Bank of Scotland, y que es el único billete de 1 libra que permanece en circulación en todo el Reino Unido.

## Transporte

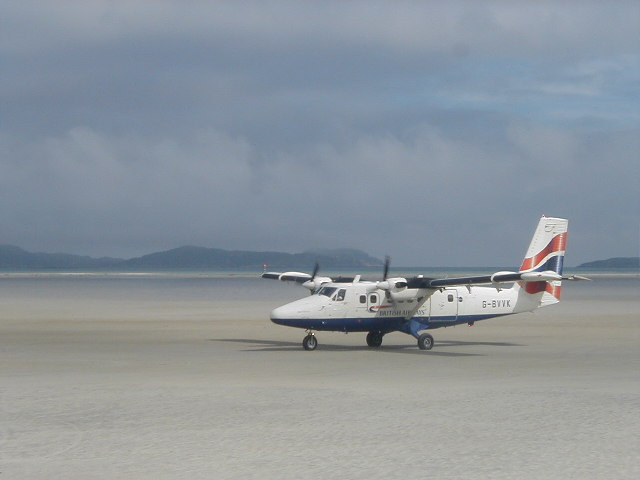
Un Twin Otter Loganair aterrizando en el Aeropuerto de Barra, el único en el mundo que utiliza una playa como pista de aterrizaje para vuelos programados.

Escocia tiene cinco aeropuertos internacionales: Glasgow, Edimburgo, Aberdeen, Glasgow Prestwick e Inverness, los cuales conectan en total con 150 destinos internacionales en vuelos regulares y chárter. BAA opera tres de estos aeropuertos (Edimburgo, Glasgow y Aberdeen), mientras que Highland and Islands Airports controla 11 aeropuertos regionales más pequeños (incluido el de Inverness), que conectan con los puntos más remotos de Escocia. Por último, la compañía Infratil posee el aeropuerto de Glasgow Prestwick.
Las principales autopistas y las carreteras más importantes (conocidas como trunk roads) están regentadas por Transport Scotland, mientras que el resto de la red de carreteras es responsabilidad de las autoridades locales de cada área.
Dado que Escocia contiene gran cantidad de islas, existen servicios regulares de ferries que las unen con el territorio principal. Estos servicios son principalmente desarrollados por Caledonian MacBrayne, pero existen otras compañías, y algunas líneas dependen directamente de los concejos correspondientes. También hay líneas de ferry internacionales, que conectan Escocia con Irlanda del Norte, Bélgica, Noruega, las Islas Feroe e Islandia.

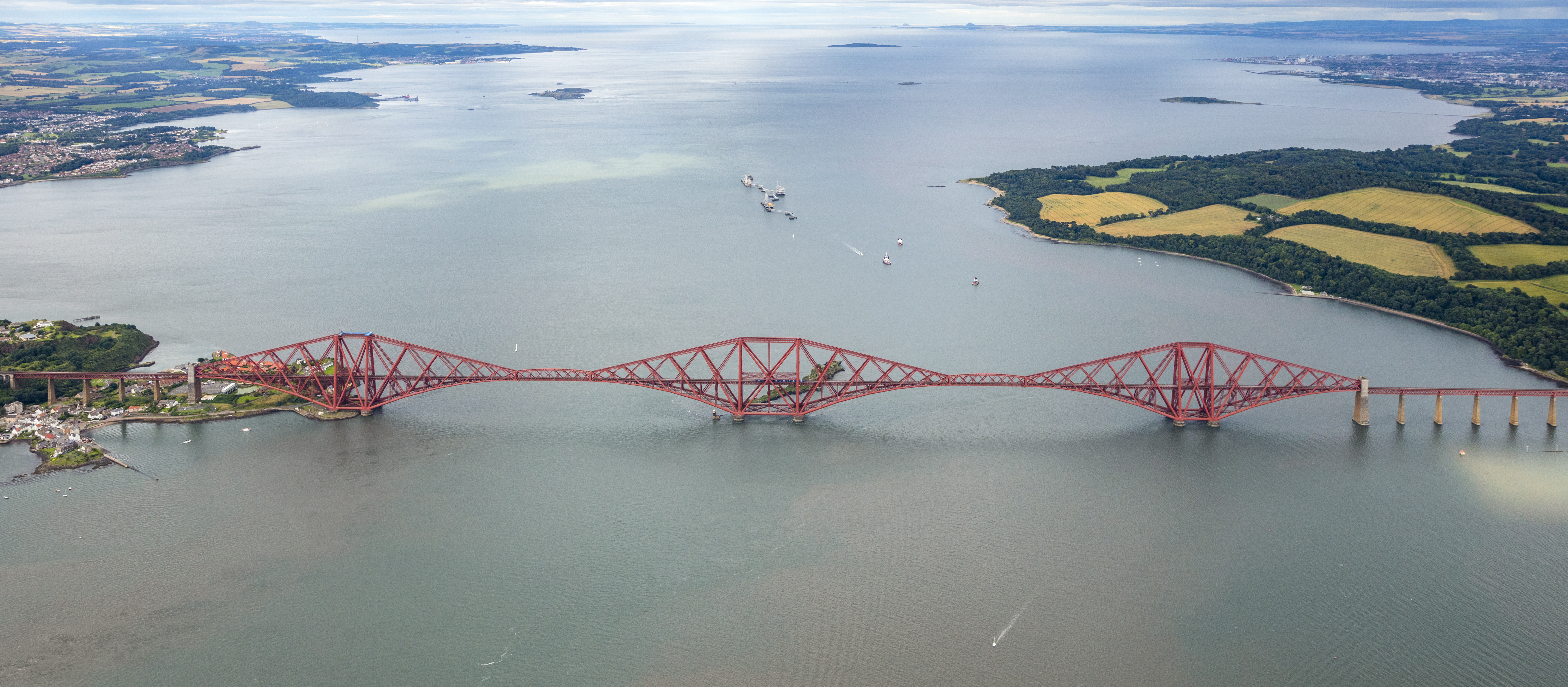
El puente de Forth, que conecta Edimburgo con el noreste de Escocia.

La red de ferrocarriles de Escocia está dirigida por Transport Scotland. Las líneas conocidas como East Coast Main Line ("línea principal de la costa este"), West Coast Main Line ("línea principal de la costa oeste") y la Cross Country Line ("línea a través del país") conectan la mayoría de las principales ciudades de Escocia entre sí, y con la red de trenes de Inglaterra. Existen también servicios de tren domésticos, operados por Abellio Scotrail. En la línea principal de la costa este se incluye la sección que cruza el fiordo de Forth a través del Forth Bridge. Este puente en ménsula, completado en 1890, está considerado una obra pionera de la ingeniería civil, y es uno de los monumentos más reconocibles de Escocia. Dado al tamaño y color fuerte de este puente, para referirse a un trabajo que no acaba los escoceses hablan de pintar el puente del Forth.
Network Rail posee y controla todas las infraestructuras ferroviarias de Escocia, mientras que el gobierno de Escocia es responsable de la planificación y financiación.

## Fuerzas armadas

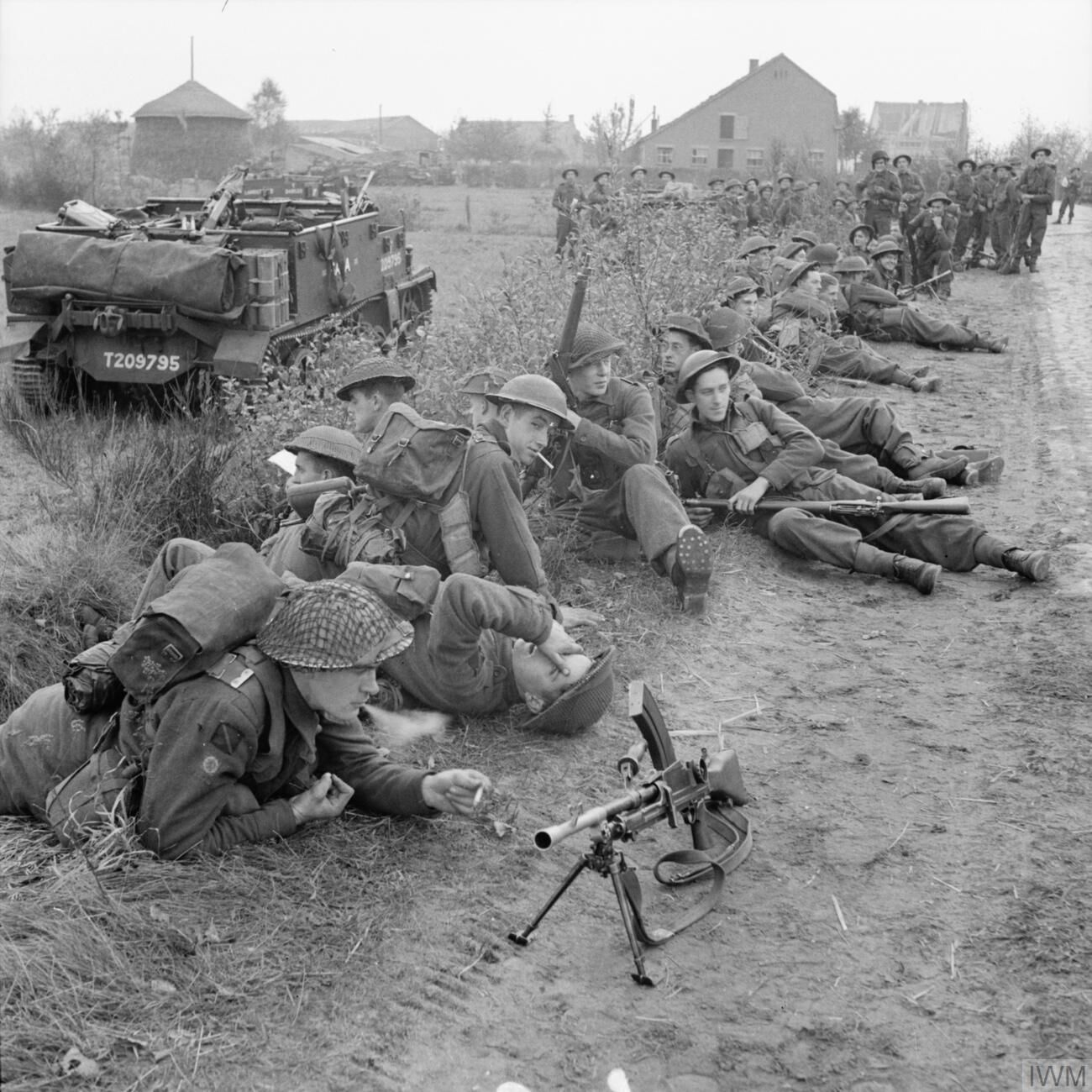
Octavo Batallón de los Royal Scots descansando antes de un ataque durante la Segunda Guerra Mundial.

Aunque Escocia tiene una larga tradición militar anterior al Acta de Unión con Inglaterra, sus fuerzas armadas forman ahora parte de las Fuerzas Armadas británicas, con la notable excepción de los Atholl Highlanders, el único ejército privado legal de Europa. En 2006, los distintos regimientos de División Escocesa fueron fusionados para formar el Regimiento Real de Escocia.
Debido a su topografía y a su localización aparentemente remota, algunas partes de Escocia han sido elegidas para albergar importantes instalaciones de defensa, lo que ha provocado sentimientos encontrados en la población. Entre 1960 y 1991, el Holy Loch ("lago Sagrado") fue la base para la flota estadounidense de submarinos UGM-27 Polaris. Hoy en día la base naval HMNB Clyde se encuentra a 40 km al oeste de Glasgow, y alberga cuatro submarinos de la clase Vanguard armados con misiles Trident, que forman parte del arsenal nuclear del Reino Unido. HMS Caledonia, en Rosyth (Fife) es la base de apoyo para operaciones navales en Escocia y también sirve como Oficina Naval Regional para Escocia e Irlanda del Norte. Una base de desarrollo de reactores nucleares Rolls-Royce PWR de la Marina Real Británica se encuentra en Dounreay, donde también se desarrolló el programa de reactores nucleares reproductores rápidos. Por su parte, HMS Gannet es una base de búsqueda y rescate cerca del Aeropuerto de Glasgow-Prestwick en Ayrshire, en la que operan tres helicópteros Sea King Mk 5. Por último, la base RM Cóndor, en Arbroath (Angus), alberga al comando 45 de los Royal Marines.

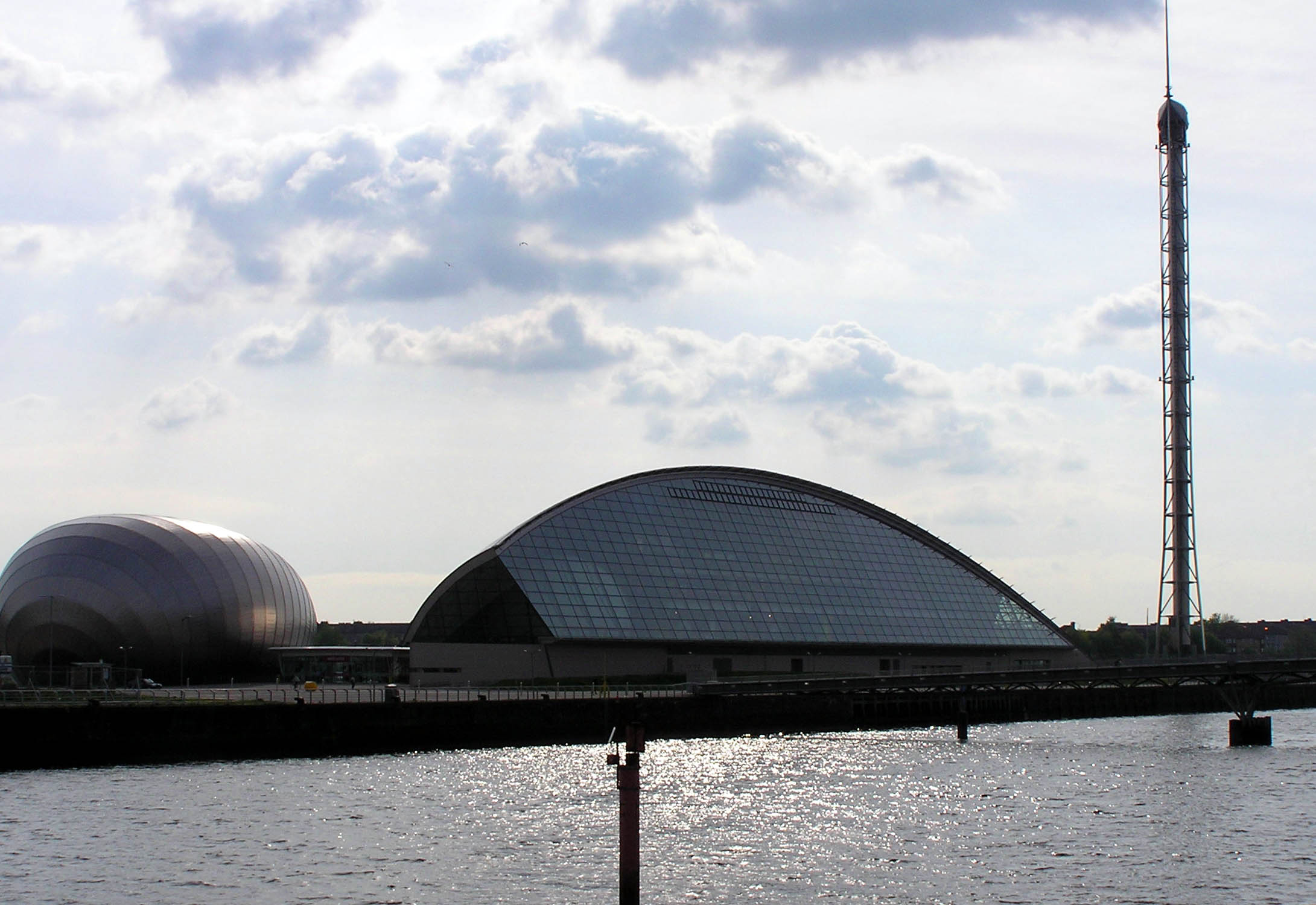
Centro de la Ciencia de Glasgow.

En Escocia también hay tres bases de vanguardia de la Real Fuerza Aérea británica (RAF): Lossiemouth, la base principal de la RAF para los cazas Panavia Tornado; Kinloss, base de los aviones Hawker Siddeley Nimrod de patrulla marítima, y Leuchars, la base de cazas más septentrional del Reino Unido, en la que se asientan tres escuadrones de Panavia Tornados. Dos helicópteros Sea King HAR3A se encuentran estacionados en la base de Lossiemouth, para servir en misiones de búsqueda y rescate. El "Centro de Control del Tráfico Aéreo de Escocia" se encuentra en Prestwick, en Ayrshire, en la que también tiene su base la "Distress and Diversion Cell", especialmente diseñada para asistir a aviones civiles o militares en situaciones de emergencia.
El único centro al aire libre de pruebas de armas con uranio empobrecido en las islas británicas está localizado cerca de Dundrennan. Como consecuencia, más de 7000 proyectiles radiactivos descansan en el lecho del fiordo de Solway. El gran número de bases militares que existen en Escocia ha llevado a la creación del término "Fortaleza Escocia". En 2005, las posesiones del Ministerio de Defensa en territorio escocés, en propiedad o arrendadas, alcanzaban las 115 300 hectáreas, lo que representa el 31,5 % del total de las posesiones de este Ministerio.